# Ausschreitungen in Rostock-Lichtenhagen

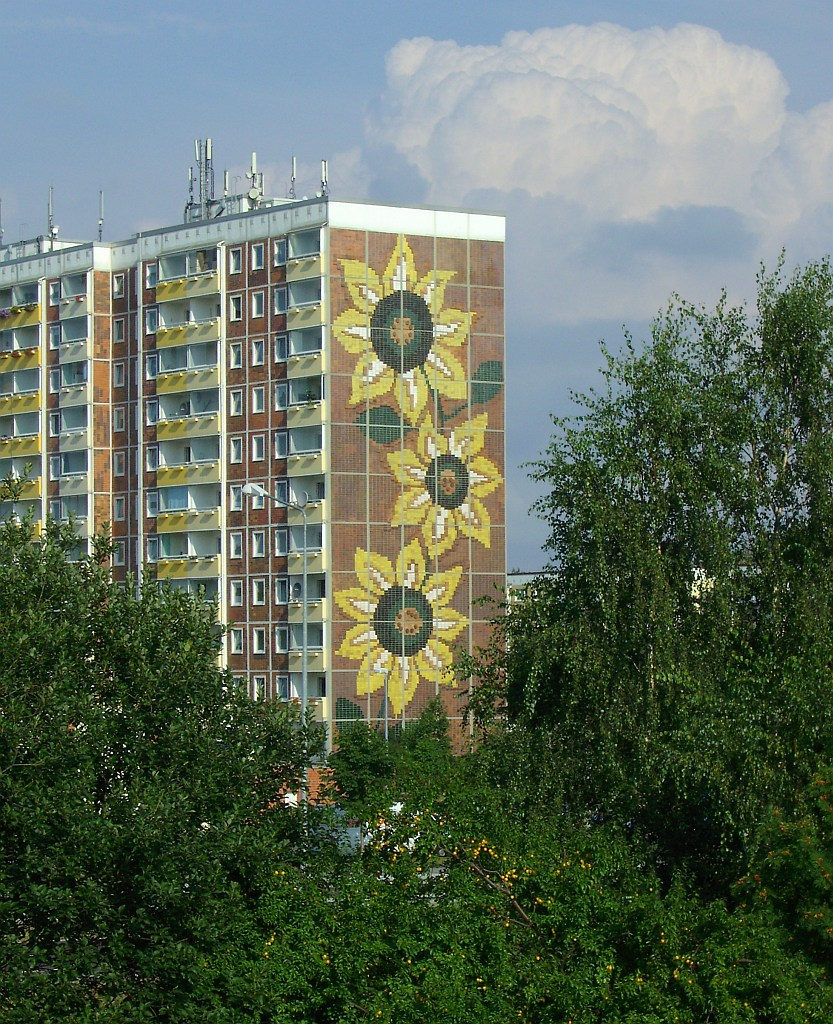
Das Sonnenblumenhaus in der Mecklenburger Allee (2006)

Die Ausschreitungen in Rostock-Lichtenhagen zwischen dem 22. und 26. August 1992 gegen die Zentrale Aufnahmestelle für Asylbewerber (ZAst) und ein Wohnheim für vietnamesische ehemalige Vertragsarbeiter im sogenannten Sonnenblumenhaus in Rostock-Lichtenhagen waren die massivsten rassistisch sowie fremdenfeindlich motivierten Angriffe in Deutschland nach Ende des Zweiten Weltkrieges.
An den Ausschreitungen beteiligten sich mehrere hundert teilweise rechtsextreme Randalierer und bis zu 3000 applaudierende Zuschauer, die den Einsatz von Polizei und Feuerwehr behinderten. Nachdem die Aufnahmestelle am Montag, dem 24. August, evakuiert worden war, wurde das angrenzende Wohnheim, in dem sich noch über 100 Vietnamesen und ein Fernsehteam des ZDF aufhielten, mit Molotowcocktails in Brand gesteckt. Auf dem Höhepunkt der Auseinandersetzungen zog sich die Polizei zeitweise völlig zurück, und die im brennenden Haus Eingeschlossenen waren schutzlos sich selbst überlassen.
Die Übergriffe in Lichtenhagen werden auch als Pogrom bezeichnet. Sie stehen im Zusammenhang mit der Asyldebatte zu Beginn der 1990er Jahre. Politikern und Medien wird dabei vorgeworfen, durch eine zum Teil populistische Kampagne die Stimmung gegen Ausländer angeheizt und so Ausschreitungen wie denen in Rostock-Lichtenhagen den Boden bereitet zu haben. Sowohl die Asyldebatte als auch die Zahl gewaltsamer Übergriffe auf Asylbewerber und andere Einwanderer erreichten 1991/92 ihren Höhepunkt.

## Vorgeschichte

### Öffentliche Debatte um die Ausländer- und Asylpolitik
| Erfolge rechtsradikaler Parteien 1989–1992 | Erfolge rechtsradikaler Parteien 1989–1992 | Erfolge rechtsradikaler Parteien 1989–1992 | Erfolge rechtsradikaler Parteien 1989–1992 |
| ------------------------------------------ | ------------------------------------------ | ------------------------------------------ | ------------------------------------------ |
| 29.01.1989                                 | Berlin                                     | REP                                        | 7,5 %                                      |
| 18.06.1989                                 | Europawahl                                 | REP                                        | 7,1 %                                      |
| 29.09.1991                                 | Bremen                                     | DVU                                        | 6,2 %                                      |
| 05.04.1992                                 | Schleswig-Holstein                         | DVU                                        | 6,3 %                                      |
| 05.04.1992                                 | Baden-Württemberg                          | REP                                        | 10,9 %                                     |

Die Zahl der Asylsuchenden in Deutschland erreichte 1992 mit über 440.000 ihren vorläufigen Höhepunkt. Gleichzeitig betrug die Anerkennungsquote nur noch 4,3 Prozent. Seit den frühen 1980er Jahren waren die Ausländer- und besonders die Asylpolitik bestimmende, negativ besetzte Themen im politischen Diskurs. CDU und CSU griffen das emotionsgeladene Thema auf und führten ab 1986 eine Kampagne gegen „Asylbetrug“ und Wirtschaftsflüchtlinge durch. Die rechtsradikalen Parteien Die Republikaner und DVU profitierten ab 1989 von der Radikalisierung und Emotionalisierung des Themas, nachdem es bereits ab 1986 verstärkt zu Überfällen von Neonazis auf Ausländer gekommen war. Sie zogen mit fremdenfeindlichen Parolen in mehrere Landesparlamente ein. SPD, FDP und Grüne wehrten sich jedoch gegen eine Einschränkung des Grundrechts auf politisches Asyl. Der bayerische Innenminister Edmund Stoiber (CSU) drohte wiederum das „Ende der Einheit der Union“ für den Fall an, dass die CDU in der Asylrechtsfrage auf den Kurs der FDP und der SPD einschwenke.
Nach der Wiedervereinigung verschärfte die Union die Asylkampagne, und die Debatte entwickelte sich, mitgetragen von der Bildzeitung und der Welt am Sonntag, zu einer der schärfsten, polemischsten und folgenreichsten Auseinandersetzungen der deutschen Nachkriegsgeschichte. Die Situation verschärfte sich, als aufgrund der Öffnung des „Eisernen Vorhangs“ und insbesondere wegen des Bürgerkriegs in Jugoslawien die Flüchtlingszahlen stark anstiegen und gleichzeitig die wirtschaftlichen und sozialen Probleme der Vereinigung sichtbar wurden und erste Frustrationen hervorriefen. Hatte 1989/90 eine allgemeine Euphorie gegenüber den Flüchtlingen aus dem Osten geherrscht, so schlug die Stimmung 1990/91 um. Umfragen zeigten, dass zunächst eher die Spätaussiedler aus dem Osten, die zahlenmäßig überwogen, als Belastung empfunden wurden, doch die Unionsparteien kanalisierten die Aggressionen gegen die Asylbewerber um.
Die Medien, allen voran die Bildzeitung, verbreiteten eine panikartige Stimmung. Zwischen Juni 1991 und Juli 1993 wurden in Umfragen die Themen Asyl und Ausländer als dringendste Probleme angegeben, weit vor der deutschen Vereinigung und der Arbeitslosigkeit.

### Zunehmende rassistisch motivierte Angriffe
Einige Monate nach der ersten Begeisterung über die deutsche Wiedervereinigung steigerte sich die fremdenfeindlich motivierte Gewalt in Deutschland und erreichte im Sommer 1991 eine neue Dimension. Eine Schlüsselstellung kommt dabei den Ausschreitungen im sächsischen Hoyerswerda zwischen dem 17. und 23. September 1991 zu. Bei den mehrtägigen Ausschreitungen wurde ein Wohnheim für Vertragsarbeiter sowie ein Flüchtlingswohnheim mit Brandflaschen, Eisenkugeln und anderen Gegenständen von zum Teil über 500 Menschen angegriffen. Anwohner beteiligten sich an den Übergriffen, gewalttätige, Parolen grölende Neonazi-Skinheads ernteten Beifall von vielen Umstehenden. Die Polizei war überfordert und kapitulierte vor den Gewalttätern, indem sie die knapp 300 Vertragsarbeiter abtransportierte. Der überwiegende Teil wurde direkt abgeschoben.
Hoyerswerda markierte den Auftakt zu einer Serie von Nachahmungstaten. Überwiegend in Ostdeutschland überfielen Gruppen von bis zu 200 Skinheads und rechtsgerichteten Jugendlichen in der Folge vor allem Asylbewerberheime und benutzten bei den teilweise mehrtägigen Auseinandersetzungen auch Schusswaffen und Brandsätze.
In Mecklenburg-Vorpommern wurden im Verlauf des Jahres 1992 insgesamt 207 rechtsextremistisch motivierte Gewalttaten registriert. Unter anderem wurde bei einem Angriff in Saal (Vorpommern) am 15. März 1992 der 18-jährige Rumäne Dragomir Christinel erschlagen. Auch in Rostock waren gewaltsame Angriffe auf Ausländer an der Tagesordnung. In Schmarl, einem weiteren Stadtteil im Nordwesten Rostocks, überfielen am 1. und am 3. Oktober 1991 50 bzw. 150 Jugendliche das dortige Asylbewerberheim, am 5. Oktober griffen etwa 30 Jugendliche ein Wohnheim für rumänische Monteure an.
| rassistisch motivierte Überfälle in Mecklenburg-Vorpommern von Februar 1991 bis August 1992 (Auswahl) | rassistisch motivierte Überfälle in Mecklenburg-Vorpommern von Februar 1991 bis August 1992 (Auswahl) | rassistisch motivierte Überfälle in Mecklenburg-Vorpommern von Februar 1991 bis August 1992 (Auswahl) |
| --- | --- | --- |
| 19.02.1991                                                                                            | Schwerin                                                                                              | Skinheads überfallen Vietnamesen mit Baseballschlägern und Eisenketten. |
| 11.03.1991                                                                                            | Schwerin                                                                                              | Skinheads verletzen einen rumänischen Flüchtling mit einem Messer schwer, schlagen einen Syrer nieder und verwüsten die Außenanlagen eines Asylbewerberheims.                                                |
| 18.03., 27.03. und 10.04.1991                                                                         | Schwerin                                                                                              | Vietnamesen und ein Kambodschaner werden von Skinheads zusammengeschlagen. |
| 15.05.1991                                                                                            | bei Ahlbeck                                                                                           | Ein 17-jähriger Pole wird von zehn Skinheads mit einem Messer schwer verletzt. |
| 27.05. bis 29.05.1991                                                                                 | Schwerin-Lankow                                                                                       | Skinheads terrorisieren drei Tage lang ein Ausländerwohnheim. Ein Ausländer wird zusammengeschlagen. Das Wohnheim wird evakuiert.                                                                            |
| 01.06.1991                                                                                            | Neubrandenburg                                                                                        | 40 Skinheads überfallen ein besetztes Haus und eine Wohnunterkunft für Ausländer. |
| 26.06.1991                                                                                            | Gelbensande                                                                                           | Skinheads greifen ein Asylbewerberheim an und geben Schüsse ab. |
| 01.07.1991                                                                                            | Weitendorf                                                                                            | Zwei Personen dringen in ein Asylbewerberheim ein und schießen. |
| 12.07.1991                                                                                            | Wismar                                                                                                | Jugendliche überfallen ein Asylbewerberheim, sechs Bewohner werden verletzt. |
| 12.07.1991                                                                                            | Trollenhagen                                                                                          | 20 Vermummte überfallen ein Asylbewerberheim mit Baseballschlägern, eine Frau wird zusammengeschlagen. |
| 10.08.1991                                                                                            | Ueckermünde                                                                                           | 40 vermummte Einheimische und Berliner Skinheads überfallen ein Asylbewerberheim und schießen mit Gaspistolen. Nach dem Überfall ist das Haus unbewohnbar.                                                   |
| 28.09.1991                                                                                            | Neubrandenburg                                                                                        | Ausländer werden nach dem Parteitag und Kundgebung der Republikaner verprügelt, Skinheads ziehen mit Hakenkreuzfahnen durch die Stadt, 51 Skins werden vorläufig festgenommen.                               |
| 28.09.1991                                                                                            | Schwerin                                                                                              | Anschlag auf ein Asylbewerberheim mit zwei Brandsätzen, es entsteht hoher Sachschaden. |
| 29.09.1991                                                                                            | Stralsund                                                                                             | Anschlag von 15 bis 20 Randalierern auf ein Asylbewerberheim mit Steinbrocken. |
| 30.09. und 01.10.1991                                                                                 | Schwerin                                                                                              | Anschläge auf ein Ausländerwohnheim mit Molotow-Cocktails. |
| 01.10. und 03.10.1991                                                                                 | Rostock-Schmarl                                                                                       | 50 bzw. 150 Jugendliche überfallen ein Asylbewerberheim. |
| 03.10.1991                                                                                            | Bergen auf Rügen                                                                                      | Bei einem Brandanschlag werden zwei Asylbewerber verletzt. |
| 04.10.1991                                                                                            | Sassnitz                                                                                              | 20 Personen greifen ein Asylbewerberheim mit Steinen an. |
| 04.10.1991                                                                                            | Greifswald                                                                                            | Brandanschlag auf ein Asylbewerberheim. |
| 04.10.1991                                                                                            | Güstrow                                                                                               | Rechtsextreme greifen ein Asylbewerberheim an. |
| 05.10.1991                                                                                            | Rostock                                                                                               | 30 Jugendliche greifen ein Wohnheim für rumänische Monteure an. |
| 05.10.1991                                                                                            | Schwerin                                                                                              | Anschlag auf ein Asylbewerberheim mit Steinen. |
| 12.10.1991                                                                                            | Greifswald                                                                                            | Brandanschlag auf eine von Vietnamesen bewohnte Ausländerunterkunft der Siemens AG. |
| 17.10.1991                                                                                            | Schwerin                                                                                              | Bombendrohung gegen ein Asylbewerberheim. |
| 17.10. und 20.10.1991                                                                                 | Pasewalk                                                                                              | Brandanschläge auf ein Asylbewerberheim. |
| 18.10. und 20.10.1991                                                                                 | Parchim                                                                                               | Überfall und Brandanschlag auf Unterkünfte für Asylbewerber. |
| 03.11.1991                                                                                            | Greifswald                                                                                            | 200 Hooligans und Skinheads greifen nach einem Fußballspiel ein Asylbewerberheim mit Flaschen, Steinen und Leuchtmunition an und randalieren mehrere Stunden lang. Die Asylbewerber fliehen nach Neumünster. |
| 07.11., 09.11., 24.11. und 06.12.1991                                                                 | Greifswald                                                                                            | Brandanschläge auf Unterkünfte für Asylbewerber. |
| 16.11.1991                                                                                            | Sassnitz                                                                                              | 30 Jugendliche greifen ein Asylbewerberheim an. |
| 15.03.1992                                                                                            | Saal (Vorpommern)                                                                                     | Bei einem Angriff von 25 Jugendlichen auf ein Asylbewerberheim wird ein 18-jähriger Rumäne erschlagen. |
| 24.05.1992                                                                                            | Güstrow                                                                                               | 100 Jugendliche überfallen ein Asylbewerberheim, zwei Personen werden verletzt. |
| 24.05.1992                                                                                            | Bahlen                                                                                                | Überfall auf ein Asylbewerberheim, 140 Asylbewerber flüchten am 2. August nach Lauenburg, werden aber zurückgeschickt.                                                                                       |
| 22.–26.08.1992                                                                                        | Rostock-Lichtenhagen                                                                                  | Ausschreitungen gegen die ZAst und das Wohnheim der Vietnamesen. |

### Ausländer in Rostock

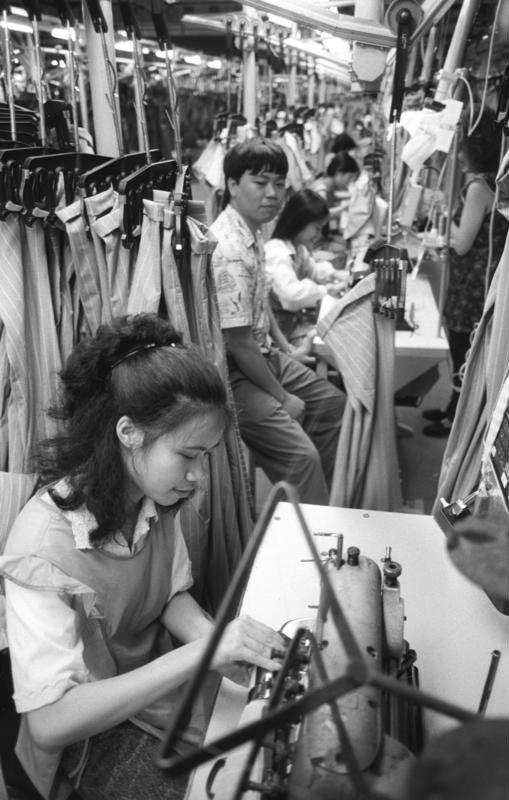
Vietnamesische Näherinnen in Rostock (1990)

Unter Ausklammerung der Asylbewerber und der Angehörigen der GUS-Streitkräfte lebten Ende April 1992 in Rostock, das zu dieser Zeit über 240.000 Einwohner hatte, 1.688 Ausländer. In Lichtenhagen und Groß Klein lebten zusammen 346 Ausländer.
Rund die Hälfte der in Rostock lebenden Ausländer waren Osteuropäer. Da sie aus ähnlichen Kulturen und zudem aus sozialistischen Ländern kamen, war diese Gruppe vergleichsweise gut integriert. Ein erheblicher Teil war mit einem deutschen Partner verheiratet, andere waren Studenten. Aus Asien stammten 488, aus Afrika 105 der in Rostock lebenden Ausländer. Türken, in den alten Bundesländern die mit Abstand größte Gruppe ausländischer Bürger, gab es in Rostock nur neun.
Der Nationalität nach stellten die Vietnamesen mit 368 Personen die größte Gruppe. Die Vietnamesen in der DDR waren meist Vertragsarbeiter gewesen, die ab 1981 nach Rostock gekommen waren und deren Zahl bis September 1989 auf etwa 1.300 bis 1.500 angestiegen war. Zu DDR-Zeiten verrichtete die Mehrheit Hilfsarbeiten im Hafen Rostock, in den Werften und in Industriebetrieben. Untergebracht waren sie getrennt von der deutschen Bevölkerung in betriebseigenen Wohnheimen, allesamt in den Neubaugebieten der Stadt. Die Vertragsarbeiter aus der DDR, von denen 1990 fast alle entlassen wurden, galten als die absoluten Verlierer der deutschen Einheit.

### Aufnahmestelle für Asylbewerber und Ausländerwohnheim

Der Ortsteil Lichtenhagen in Rostock

Die Zentrale Aufnahmestelle für Asylbewerber (ZAst) für Mecklenburg-Vorpommern befand sich in einem elfgeschossigen, freistehenden Plattenbau in der Mecklenburger Allee in der zwischen 1972 und 1976 gebauten Großwohnsiedlung Rostock-Lichtenhagen. Trotz des Rückgangs der Einwohnerzahl seit der Wende lebten 1992 in Lichtenhagen noch gut 18.000 Menschen auf einer Wohnbaufläche von weniger als einem Quadratkilometer.
Das betreffende Haus besitzt sieben Aufgänge und wird wegen seiner Fassadengestaltung auf der östlichen Stirnseite Sonnenblumenhaus genannt. Die Wohnungen am östlichen Ende in den Aufgängen Nr. 18 und 19 gehörten der Seehafen Rostock GmbH, die im Besitz der Stadt Rostock und des Landes Mecklenburg-Vorpommern war. Der Rest des Hauses, die Aufgänge Nr. 13–17, gehörten der städtischen Wohnungsgesellschaft WIRO und waren vermietet. In weniger als 100 Metern Entfernung führt östlich die Schnellstraße in Richtung Warnemünde am Sonnenblumenhaus vorbei. Weitere 100 Meter östlich befindet sich der Bahnhof Lichtenhagen, der zur Strecke Rostock–Warnemünde der Rostocker S-Bahn gehört. Auf der nördlichen Längsseite des Hauses, an der Mecklenburger Allee, liegen ein Parkplatz und eine große Freifläche, auf der Südseite befanden sich eine Wiese und der Flachbau einer Kaufhalle.

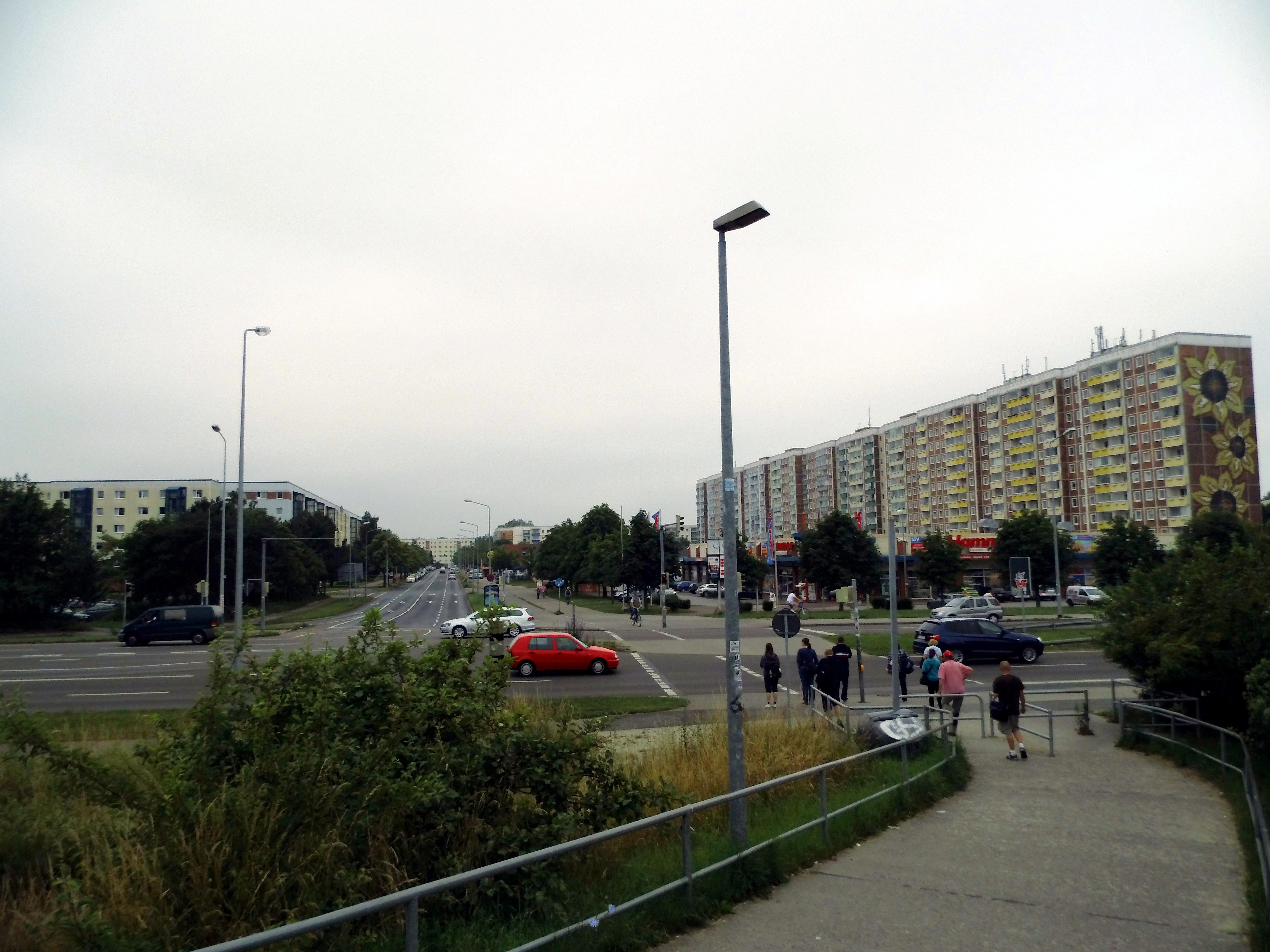
Das Sonnenblumenhaus von der S-Bahn-Brücke aus gesehen, davor ein nach 1992 auf einer früheren Grünfläche erbauter Fachmarkt, links davon die Güstrower Straße. (Siehe auch die über den Koordinaten-Link oben zugänglichen Karten.)

Seit 1977 wurden die beiden Aufgänge am östlichen Ende des Hauses, Nr. 18 und 19, als Wohnheime für kubanische und vietnamesische Vertragsarbeiter genutzt. Ende 1990 wurde eines der beiden Wohnheime (Nr. 18) in das einzige Aufnahmelager für Asylbewerber in Mecklenburg-Vorpommern umgewandelt, in dem anderen (Nr. 19) verblieben die bis dato noch in Rostock wohnhaften Vietnamesen.
Die Asylbewerber erledigten in der ZAst die mehrtägigen Antragsformalitäten und wurden dann für die Dauer des mehrmonatigen Asylverfahrens auf Wohnunterkünfte in ganz Mecklenburg-Vorpommern verteilt. In Rostock lebten im März 1992 etwa 300 Asylbewerber, die das Aufnahmeverfahren bereits hinter sich hatten. Etwa die Hälfte davon stammte aus osteuropäischen Ländern.
Die Kapazität der ZAst betrug 250 bis 300 Betten. In den Monaten vor den Ausschreitungen trafen täglich 50 bis 80 Asylbewerber ein. Da sich die Aufnahme nicht schnell genug vollzog, kampierten bis zu 300 Personen, vorwiegend Roma aus Rumänien, in den Grünanlagen südlich der ZAst. Um diese Zustände nicht zu legalisieren, weigerte sich die Stadt jedoch, geeignete Vorkehrungen zu treffen, etwa mobile Toiletten aufzustellen.
Im Sommer 1991 besuchte ein Vertreter des Hohen Flüchtlingskommissars der Vereinten Nationen (UNHCR) die ZAst und stellte fest, dass die Zustände dort nicht haltbar seien. Zudem warnte ein Mitarbeiter des Gesundheitsamtes am 18. Juni 1992 in einem Brief an Oberbürgermeister Kilimann vor drohenden Gefahren durch Infektionskrankheiten. Ende Juni brachte die Stadt die draußen Kampierenden in Notunterkünfte. Viele Bewohner hielten sich auch danach tagsüber draußen auf. Das Innenministerium reagierte am 16. Juli auf die Überfüllung und forderte die Landkreise und Städte auf, Asylbewerber ohne vorherige Formalitäten in der ZAst aufzunehmen.
Für den 1. September 1992 war der Umzug der ZAst in eine seit langem leerstehende Kaserne der NVA in einem Wald im Stadtteil Hinrichshagen geplant. Während der damals amtierende Innenminister Georg Diederich (CDU) im Januar 1992 die Verlegung schon für den 1. Juni desselben Jahres angekündigt hatte, verschob sein Nachfolger Lothar Kupfer (CDU) den Termin immer wieder nach hinten.

### Proteste und Ankündigungen von Aktionen
In dem dichtbesiedelten Neubaugebiet war das Verhältnis der Anwohner zu den Asylbewerbern von Anfang an gespannt. Schon Monate vor den Ausschreitungen häuften sich die Beschwerden der Anwohner über die Zustände rund um die ZAst beim Rostocker Senat, die jedoch von den Behörden ignoriert wurden. Bereits im Juli 1991 warnte Oberbürgermeister Kilimann in einem Schreiben an Innenminister Georg Diederich vor dem sozialen Sprengstoff, den die Situation in Lichtenhagen berge. „Schwerste Übergriffe bis hin zu Tötungen sind nicht mehr auszuschließen“, so Kilimann. Rostocks Innensenator Peter Magdanz (SPD) warnte im Juli 1992 davor, „dass es kracht“.
Ein von dem späteren NPD-Landtagsabgeordneten Michael Andrejewski verfasstes und von einer Initiative Rostock bleibt deutsch (auch Mecklenburg bleibt unser) in einer Auflage von 100.000 herausgegebenes Flugblatt wurde in Lichtenhagen und Umgebung verteilt. DVU-Aktivisten riefen über eine Bürgerinitiative Lichtenhagen zu einer öffentlichen Kundgebung vor der ZAst auf und forderten, „das Asylantenproblem selbst in die Hand zu nehmen“.
Die beiden Rostocker Tageszeitungen Norddeutsche Neueste Nachrichten (NNN) und Ostsee-Zeitung (OZ) berichteten mehrere Tage lang über Aufrufe und Ultimaten einer Interessengemeinschaft Lichtenhagen, in denen gedroht wurde, dass „für Ordnung“ gesorgt werde, wenn die ZAst nicht bis zum Wochenende des 22./23. August geräumt sei. Die NNN zitierte am 19. August einen anonymen Anrufer: „In der Nacht vom Samstag zum Sonntag räumen wir in Lichtenhagen auf. Das wird eine heiße Nacht.“ Die OZ brachte am Freitag, dem 21. August, einen Artikel, in dem drei Jugendliche ankündigten, „daß die rumänischen Roma ‚aufgeklatscht‘ werden“ sollten, und voraussagten: „Die Leute, die hier wohnen, werden aus den Fenstern schauen und Beifall klatschen.“ Von den Drohungen ausgenommen wurden die Vietnamesen im Ausländerwohnheim: „Mit den Fitschis (Vietnamesen d. R.) können wir gut leben.“ Beide Zeitungen druckten die Drohungen kommentarlos ab.

### Ausbleibende Vorbereitungen der staatlichen Stellen
Aufgrund der Medienberichte berieten sich der Einsatzleiter der Polizei, Jürgen Deckert, Innensenator Peter Magdanz und der zuständige Abteilungsleiter für Ausländerfragen im Innenministerium, Winfried Rusch. Eine vorsorgliche Räumung der ZAst wurde erwogen, aber nicht durchgeführt.
Trotz der angekündigten Krawalle und der aufgeheizten Stimmung rund um die ZAst fuhr fast das gesamte politisch und polizeilich leitende Personal, das nach der Wende nahezu vollständig mit westdeutschen Beamten aus den Partnerländern Schleswig-Holstein, Hamburg und Bremen besetzt worden war, wie üblich am Freitag zu ihren Familien nach Westdeutschland. So waren am Wochenende der Ausschreitungen der Staatssekretär im Innenministerium, Klaus Baltzer, der Abteilungsleiter Öffentliche Sicherheit, Olaf von Brevern, der Abteilungsleiter für Ausländerfragen im Innenministerium und zum damaligen Zeitpunkt zugleich Ausländerbeauftragter der Landesregierung, Winfried Rusch, der Leiter des Landespolizeiamtes, Hans-Heinrich Heinsen, der Chef der Polizeidirektion Rostock, Siegfried Kordus, sowie der Einsatzleiter Jürgen Deckert nicht in Schwerin bzw. Rostock zugegen. Deckert hatte die Führung an den noch in der Ausbildung befindlichen Siegfried Trottnow übergeben.

## Ablauf der Ausschreitungen

### Samstag, 22. August
Am frühen Samstagabend versammelten sich bis zu 2000 Menschen vor der ZAst. Gegen 20 Uhr wurden Betonplatten zertrümmert und von rund 200 Jugendlichen und Erwachsenen als Geschosse auf das Gebäude geworfen. Dabei gingen die Fensterscheiben bis in die sechste Etage zu Bruch. Bereits zu diesem Zeitpunkt flog ein Molotow-Cocktail auf einen Balkon in der zweiten Etage. Vermummte Jugendliche skandierten: „Deutschland den Deutschen, Ausländer raus!“, und „Sieg Heil!“ Immer wieder konnten Täter in der Zuschauermenge untertauchen. In unmittelbarer Umgebung der ZAst wurden während der Krawalle Imbiss- und Getränkestände aufgebaut, bei denen sich Gewalttäter und Zuschauer mit Alkohol versorgten.
Kurz nach Beginn der Angriffe erschienen 30 Polizisten in normalen Uniformen. Diese wurden von etwa 150 Jugendlichen angegriffen, einige brutal zusammengeschlagen. Ein Kleinbus und ein Pkw der Polizei sowie ein Privatwagen gingen in Flammen auf, ein weiterer Polizeiwagen musste sich mit zerschlagenen Scheiben zurückziehen. In den folgenden Stunden wurden keine Streifenwagen der Rostocker Polizei, der über 1.100 Beamte angehörten, zur Verstärkung geschickt, die Polizei war damit beschäftigt, sich selbst zu schützen, sodass die ZAst weitgehend sich selbst überlassen blieb.
Erst gegen zwei Uhr morgens trafen zwei Wasserwerfer aus Schwerin ein. Da diese von Süden her an das Haus heranfuhren, drängten sie die Randalierer jedoch zunächst nicht ab, sondern auf das Sonnenblumenhaus zu. Gegen fünf Uhr am Sonntagmorgen zogen sich die Angreifer ermüdet zurück.
Zum Schluss waren 160 Polizisten im Einsatz. 13 Polizeibeamte wurden verletzt, einer davon schwer. In einem nach Beendigung der gewaltsamen Auseinandersetzungen verfassten Lagebericht bezifferte das Landespolizeiamt die Zahl der gewalttätigen Störer auf 300 bis 400, die der unterstützenden Zuschauer auf 1000. Neun Gewalttäter wurden festgenommen, aber bereits am folgenden Tag entlassen.

### Sonntag, 23. August
Gegen fünf Uhr morgens rief Siegfried Trottnow bei Jürgen Deckert an, damit dieser zurückkommen solle. Deckert machte sich daraufhin auf den Weg von Brinkum bei Bremen nach Rostock, traf gegen 08:45 Uhr in der Polizeidirektion ein und wurde von Siegfried Kordus zwei Stunden später mit der Einsatzleitung in Lichtenhagen beauftragt. Kordus blieb offiziell Gesamteinsatzleiter.
Gegen 12 Uhr am Sonntag hatten sich bereits wieder etwa 100 Personen vor der ZAst versammelt. Nun trafen Rechtsextremisten aus der ganzen Bundesrepublik in Rostock ein, darunter Bela Ewald Althans, Ingo Hasselbach, Stefan Niemann, Michael Büttner, Gerhard Endress, Gerhard Frey, Christian Malcoci, Arnulf Priem, Erik Rundquist, Norbert Weidner und Christian Worch. Von diesen wurde nur Endress während der Ausschreitungen festgenommen.
Im Laufe des Tages rückten ein BGS-Zug sowie später zwei Hundertschaften der Hamburger Bereitschaftspolizei an.
Gegen 17:30 Uhr griffen rund 200 Jugendliche die Rückseite des Sonnenblumenhauses an, während andere gleichzeitig die Vorderfront mit Steinen und Flaschen bewarfen. Eine Viertelstunde später stürmten die Angreifer erstmals das Wohnheim der Vietnamesen, um 18 Uhr schritt die Polizei ein und holte die Angreifer, die bereits bis in den sechsten Stock vorgedrungen waren, heraus. Kurz nach 20 Uhr trafen wieder drei Wasserwerfer aus Schwerin ein. Die Polizei wurde massiv mit Steinen, Molotow-Cocktails, Leuchtraketen und Signalmunition angegriffen. Dabei musste sich ein Beamter mit mehreren Warnschüssen und einem gezielten Schuss verteidigen. Erneut wurde ein Polizeifahrzeug in Brand gesetzt.
In der Nacht von Sonntag auf Montag wurden 74 Beamte verletzt, ein Streifenwagen brannte aus. Meist waren etwa 350 Polizisten im Einsatz, die Gesamtzahl der eingesetzten Polizeibeamten betrug etwa 800. Diesen standen 800 bis 1000 Gewalttäter und bis zu 2000 Schaulustige, die die Gewalttäter teilweise unterstützten, gegenüber. 130 Personen wurden vorläufig festgenommen oder in Gewahrsam genommen. Über 60 der Festgenommenen waren linksgerichtete antifaschistische Jugendliche, die eine Solidaritätsdemonstration für die bedrohten Menschen durchführen wollten.  Einer der Festgenommenen war Torsun Burkhardt, wie er 2012 in einem Interview bei Alex Offener Kanal Berlin erzählte. In einer Antwort der Bundesregierung auf die Kleine Anfrage der Abgeordneten Ulla Jelpke und der Gruppe der PDS/Linke Liste vom 8. Oktober 1992 heißt es: "Nach einer vom BKA vorgenommenen Auswertung bei 272 festgenommenen Personen ergibt sich folgendes Bild: 27 Linksextremisten, 2 Rechtsextremisten, 44 Personen mit Erkenntnissen im Bereich allgemeiner Delikte und Staatsschutzdelikten (aber nicht rechts). Zu den Festnahmen liegen der Bundesregierung keine Erkenntnisse vor."

### Montag, 24. August
Am Montag, einem heißen Augusttag, herrschte auf dem Platz vor dem Sonnenblumenhaus Volksfeststimmung. Bereits seit dem Vormittag versammelten sich Menschen vor der ZAst. Während der inzwischen vor Ort anwesende Rostocker Polizeidirektor Siegfried Kordus die Lage in den Tagesstunden als ruhig bezeichnete, stellten die Einsatzführer der Hamburger Bereitschaftspolizei nach Gesprächen mit Anwohnern und Jugendlichen eine hohe und wachsende Aggressivität fest. Dabei erfuhren sie, dass die Krawalle am frühen Abend wieder losgehen sollten.
Bis 15 Uhr wurde die ZAst evakuiert. Auf verschiedenen Pressekonferenzen gingen die Politiker davon aus, dass damit weitere Unruhen nicht mehr zu erwarten seien. Die Räumung des daneben liegenden Wohnheims, in dem sich noch 115 Vietnamesen befanden, unterblieb jedoch. Zu den über 100 Menschen im Wohnheim, darunter Kinder, Babys und zwei hochschwangere Frauen, zählten auch ein Fernsehteam des ZDF, der Rostocker Ausländerbeauftragte Wolfgang Richter, dessen Mitarbeiterin Astrid Behlich und einige Wachleute.
Klaus Springborn, einer der Hamburger Hundertschaftsführer, teilte Jürgen Deckert nach eigener Aussage am Nachmittag mit, dass seine Kräfte überfordert seien und er sie zurückziehen wolle. Etwa gegen 17:30 Uhr wurde eine Anforderung Deckerts auf Unterstützung durch zwei Hundertschaften von Siegfried Kordus abgelehnt. Dabei teilte er ihm immer noch nicht die offizielle Hamburger Anfrage mit, die er um 14:31 Uhr ebenfalls per Telex erhalten hatte. Landespolizeidirektor Heinsen reagierte auf gleichzeitigen Druck der Hamburger Innenverwaltung und erteilte Deckert gegen 18 Uhr schließlich die direkte Weisung zum Herauslösen beider Hamburger Mannschaften. Vorher war in Schwerin ein Angebot des Bundesinnenministeriums abgelehnt worden, weitere Einheiten des Bundesgrenzschutzes (BGS) einzusetzen. Der Rostocker Polizeidirektor Kordus hatte nach eigenen Angaben bereits am Sonntagmorgen über das Landespolizeiamt Abteilungen des BGS angefordert.
Um 19:25 Uhr traf die Hundertschaft „Arkona 150“ der Schweriner Bereitschaftspolizei als teilweiser Ersatz ein. Nach Aussage Klaus Springborns hatte die „Aggressivität zumindest gegenüber eingesetzten Beamten […] erheblich zugenommen“, es hatten jedoch bis dahin hauptsächlich verbale Auseinandersetzungen und bis etwa 21:25 Uhr keine Angriffe auf ZAst und Wohnheim stattgefunden. In einer Lagebesprechung riet unter anderem Klaus Springborn zu einer Reduzierung polizeilicher Maßnahmen, um nicht weiter zu provozieren. Deckert entschied sich zunächst für eine Ablösung der Hamburger Kräfte durch „Arkona 150“, jedoch erhielt Springborn gegen 20 Uhr „den Hinweis, daß alle Maßnahmen an der Zentralen Aufnahmestelle einzustellen sind“. Beim Besteigen ihrer Fahrzeuge wurde eine Springborn unterstellte BGS-Einheit angegriffen. Andere Einheiten, unter anderem die bereits nicht mehr vor Ort befindliche zweite Hamburger Hundertschaft sowie „Arkona 150“, kamen zu Hilfe und versuchten die Güstrower Straße bis zur Kreuzung B 103 zu räumen. Die Gewalt eskalierte im gesamten Bereich von der ZAst bis zum S-Bahnhof, mit Steinwürfen und Molotowcocktails gegen die Polizei, Wasserwerfer-, Knüppeleinsatz und einzelnen Festnahmen. Es gab sogar einen „Anschlag mit einer Schußwaffe“ auf ein Polizeifahrzeug, wobei niemand verletzt wurde. BGS-Beamte machten ebenfalls in Notwehr von der Schusswaffe Gebrauch. In dieser Zeit wurden 34 Beamte verletzt.
Es ertönten wieder Rufe wie: „Deutschland den Deutschen, Ausländer raus!“ Die Polizei trieb die Jugendlichen direkt auf das Sonnenblumenhaus zu statt davon weg.
Der Rückzugsbefehl, nun auch zum Schutz der Polizisten, zur Versorgung der Verletzten und zur Neuordnung, wurde mehrfach auch gegenüber „Arkona 150“ wiederholt. Gegen 21:25 Uhr war das Sonnenblumenhaus nicht mehr von der Polizei geschützt. Von Applaus und Johlen begleitet wurden nun Steine und Molotowcocktails in das Wohnheim der Vietnamesen geworfen. Der Eingangsbereich wurde gestürmt, Türen eingetreten und Fenster eingeworfen, unter Rufen wie: „Wir kriegen euch alle!“ und „Gleich werdet ihr geröstet!“
Die Polizeidirektion Rostock erfuhr um 21:25 Uhr, dass Brandflaschen gegen die ZAst geworfen wurden; um 21:35 Uhr ging bei ihr ein Notruf wegen des Brandes einer Parterrewohnung im Wohnheim ein. Die Feuerwehr wurde jedoch nicht sofort durch die Polizei, sondern erst um 21:38 Uhr durch den Anruf einer Anwohnerin darüber informiert, dass die beiden unteren Etagen brannten. Die Feuerwehr war bald vor Ort, konnte aber nicht eingreifen, da ihr der Weg durch die Angreifer und Schaulustigen versperrt wurde. Mehrfach wurde die Polizeidirektion per Standleitung aufgefordert, Beamte zum Schutz zu schicken. Vor Ort nahm die Feuerwehr Kontakt mit mehreren Einheiten von insgesamt 100 Polizisten auf, die in der Mecklenburger Allee hinter den Wohnblöcken warteten. Sie zeigten sich angesichts fehlender Verbindung zur Einsatzzentrale handlungsunfähig und zogen gegen 22:15 Uhr ebenfalls ab. Spätestens um 22:25 Uhr wusste die Feuerwehr, dass sich noch Vietnamesen in dem Haus befanden, und warnte, dass es möglicherweise Tote geben könnte. Um 22:32 Uhr traf eine Einsatzhundertschaft der Bereitschaftspolizei mit einem Wasserwerfer ein und versuchte, der Feuerwehr den Zugang zum Haus freizumachen, was bis 22:55 Uhr dauerte. Um 22:58 Uhr gelangte die Feuerwehr in das Wohnheim, um 23:47 Uhr war das Feuer in den unteren Etagen gelöscht. Gegen 3 Uhr beruhigte sich die Lage.
Die auf sich gestellten Eingeschlossenen versuchten während dieser Zeit in Todesangst, in dem aufsteigenden Qualm einen Ausweg zu finden. Es gelang einigen zwar, mit einem Brecheisen eine als Notausgang ausgewiesene, dennoch verschlossene Tür in der siebten Etage aufzubrechen, die in die benachbarte ZAst führt. Dort brannte es nicht, aber es gab keinen Zugang zum Dach. Im elften Stockwerk des Wohnheims gelangten andere zu einem Zugang, der auf das Dach führte. Dieser war durch eine mit zwei Schlössern gesicherte Gittertür verschlossen. Es gelang, das obere Schloss aufzubrechen und die Gittertür aufzubiegen. Mühsam war es möglich, durch diesen Spalt zu klettern und von dort aufs Dach zu gelangen. Schließlich gelang es gegen 22:50 Uhr, die Tür zu öffnen und auf das Dach zu entkommen. Noch immer ertönten von unten die Rufe: „Wir kriegen euch alle!“
Über das Dach erreichten zunächst die Frauen und Kinder den Aufgang Nr. 15. Dort mussten sie bis in die siebte Etage hinunter, ehe ihnen eine Tür geöffnet wurde. Gegen 23:30 Uhr bildete die Polizei ein Spalier, um die Vietnamesen zu zwei Bussen zu geleiten, während Zuschauer sie beschimpften.
In der Nacht von Sonntag auf Montag wurden 52 Polizeibeamte verletzt. An diesem Abend schätzte die Polizei die Zahl der Gewalttäter auf 1000, die von rund 3000 Schaulustigen teilweise unterstützt wurden.

### Dienstag, 25. August
Etwa 1000 bis 1200 Personen beteiligten sich am Dienstag an Auseinandersetzungen, die sich nun nicht mehr gegen das Gebäude, sondern nur noch gegen die Polizei richteten. Wieder wurden Steine, Signalraketen und Molotowcocktails geworfen. Mehrere Pkw wurden in Brand gesteckt. 65 Polizisten wurden verletzt.

## Reaktionen

### Kommentare von Politikern
Die Gewaltexzesse wurden von allen politischen Parteien scharf verurteilt. Es gab aber deutliche Unterschiede in der Bewertung des Ausmaßes und der Ursachen für die Ausschreitungen sowie hinsichtlich der daraus zu ziehenden Schlüsse.
Die Diskussion um die Ursachen wurde noch während der Ausschreitungen mit der Asylrechtsdebatte verknüpft. Bundesinnenminister Rudolf Seiters forderte auf einer Pressekonferenz in Rostock am 24. August 1992, der Staat müsse nun handeln. Dabei richtete er sein Augenmerk allerdings weniger auf die zu diesem Zeitpunkt tobenden Gewaltexzesse in Lichtenhagen als auf eine Beschränkung der Zahl der Asylbewerber: „Wir müssen handeln gegen den Missbrauch des Asylrechts, der dazu geführt hat, dass wir einen unkontrollierten Zustrom in unser Land bekommen haben, ich hoffe, dass die letzten Beschlüsse der SPD, sich an einer Grundgesetzänderung zu beteiligen, endlich den Weg frei machen.“ Eine von Ministerpräsident Berndt Seite wenige Tage später verlesene Stellungnahme glich den Aussagen des Bundesinnenministers vom 24. August: „Die Vorfälle der vergangenen Tage machen deutlich, daß eine Ergänzung des Asylrechts dringend erforderlich ist, weil die Bevölkerung durch den ungebremsten Zustrom von Asylanten überfordert wird.“ Zwei Wochen nach den Ausschreitungen erklärte Justizminister Herbert Helmrich: „Wir brauchen eine neue Mauer,“ denn „was uns überschwemmen wird, geht bis in die Türkei.“
Der erste Reflex verantwortlicher Politiker und Polizisten auf die pogromartigen Ausschreitungen war, die Ereignisse kleinreden zu wollen. In Interviews in der Nacht auf den 25. August meinten Deckert, Kordus und Kupfer, eine Gefahr für die Vietnamesen habe zu keiner Zeit bestanden, die Polizei habe letztlich alles im Griff gehabt, keinem sei ein Schaden zugefügt worden. Ministerpräsident Berndt Seite äußerte wenige Stunden nach der Selbstbefreiung der Eingeschlossenen auf den Vorwurf, die Polizei habe Menschen schutzlos sich selbst überlassen: „Niemand hat das ZDF-Team aufgefordert, das Haus zu betreten.“ Die vietnamesischen Bewohner erwähnte er nicht.
Maßgebliche Politiker der CDU stritten eine rechte politische Ausrichtung der Gewalttaten ab oder unterstellten eine Beteiligung Linksradikaler, Autonomer oder der Stasi. So behauptete Lothar Kupfer: „Diese Störer gehören nachweislich ihrer Herkunft und ihres Verhaltens zum Teil zur rechts- und linksradikalen Szene, aber auch zum Kreis der Autonomen.“ Berndt Seite ergänzte, man kenne solche Gewalttäter „auch aus Brokdorf, aus der Hafenstraße in Hamburg, von der Startbahn West in Frankfurt und von Wackersdorf“. Drei Tage später erklärte er vor dem Landtag, dass rechte, linke und autonome Radikale gemeinsam vorgegangen seien. Der Schweriner CDU-Fraktionschef Eckhardt Rehberg stellte klar: „Es ist hierbei gar nicht mehr angemessen, rechts und links unterscheiden zu wollen.“ Peter Hintze, Generalsekretär der CDU, sprach von rechtsradikalen Ausschreitungen, „in die Linksradikale offensichtlich mit eingestiegen sind“. Das Bundesinnenministerium räumte später ein, dass es keine Hinweise auf eine solche Zusammenarbeit gab.
Bundeskanzler Helmut Kohl behauptete, die Ausschreitungen von Lichtenhagen seien von der Stasi angezettelt und gelenkt worden. Auch Erwin Marschewski, innenpolitischer Sprecher der CDU/CSU-Bundestagsfraktion, stellte fest: „Offenbar hat die Stasi die Krawalle in Mecklenburg-Vorpommern mit angezettelt, um der Demokratie in den Rücken zu fallen.“
Linke Politiker, vor allem aus den Reihen der PDS und der Bündnis 90/Die Grünen, beurteilten die Ereignisse als rassistisches Pogrom. Knut Degner, der Pressesprecher der SPD-Fraktion im Schweriner Landtag, erklärte in einem offenen Brief am 30. August 1992: „Ich bitte alle um Vergebung, die in den letzten Wochen und Tagen durch das klägliche Versagen verantwortlicher Politiker Ängste und Schrecken erleben mussten, in Gefahr gerieten oder gar verletzt wurden.“ Er selbst habe zu wenig getan, „um das Geschehene zu verhindern“, und schäme sich seines Versagens und dessen vieler anderer, besonders derjenigen, „die den kriminellen Horden Beifall klatschten, sie anfeuerten oder in klammheimlicher Freude das unmenschliche Treiben heraufbeschworen haben und befürworten“. Degner wurde am nächsten Tag entlassen.

### Medienreaktionen
In der internationalen Presse wurden die Ausschreitungen mit der Zeit des Nationalsozialismus in Verbindung gebracht. So schrieb die norwegische Zeitung Dagbladet von der „deutschen Kristallnacht 1992“, das Svenska Dagbladet fühlte sich an die „erschreckenden Bilder aus dunkler Geschichte“ erinnert und die italienische La Repubblica sah in Deutschland das Land des „rassischen Terrors“. In der Bild-Zeitung hieß es dazu: „Das Ausland prügelt wieder auf die Deutschen ein“ und: „Stasi steuert Rostock-Chaoten!“ Andere deutsche Medien sahen eine „Zäsur in der Nachkriegsgeschichte“ (taz).
Die Medien transportierten, nicht zuletzt im Ausland, das Bild des „hässlichen Deutschen“. Besonders bekannt wurde ein von Martin Langer aufgenommenes Bild des Rostockers Harald Ewert vor dem brennenden Haus auf den Titelseiten der Weltpresse. Dieser trug ein Trikot der deutschen Fußballnationalmannschaft mit schwarz-rot-goldenen Applikationen sowie eine augenscheinlich urinbefleckte Jogginghose und zeigte mit der rechten Hand den Hitlergruß. Das Foto wurde unter anderem in die Sammlungen des Hauses der Geschichte in Bonn und des Deutschen Historischen Museums in Berlin aufgenommen.
Bahman Nirumand äußerte in einem Gastkommentar in der taz am 26. August 1992: „Für die rund sechs Millionen in Deutschland lebenden Ausländer ist seit Hoyerswerda, spätestens aber seit dem vergangenen Wochenende klar, daß ihr Leib und Leben in diesem Land nicht mehr gesichert sind.“

### Nachahmungstaten
In der Woche nach den Ausschreitungen von Lichtenhagen bedrohten neonazistische Gewalttäter 40 Wohnheime mit Brandsätzen und Steinen und lieferten sich Straßenschlachten mit der Polizei. In Mecklenburg-Vorpommern wurden in den folgenden Tagen die Asylbewerberheime in Wismar, Rostock-Hinrichshagen, Lübz und Neubrandenburg und dreimal in Greifswald angegriffen.
In Wismar kam es zwischen dem 15. und dem 20. September zu sechstägigen Ausschreitungen vor dem Asylbewerberheim, die wie in Lichtenhagen den Beifall der Anwohner fanden. Auch danach kam es beinahe täglich zu Überfällen. Allein am Wochenende zwischen Freitag, dem 18. September, und Sonntag, dem 20. September, wurden Asylbewerberheime in Güstrow, Ueckermünde, Kröpelin, Schwarzendorf (Kreis Malchin), Schwerin, Wismar und Retschow teilweise mehrfach und mit Molotow-Cocktails angegriffen.
| Ausländerfeindliche Überfälle in Mecklenburg-Vorpommern von Ende August bis Dezember 1992 (Auswahl) | Ausländerfeindliche Überfälle in Mecklenburg-Vorpommern von Ende August bis Dezember 1992 (Auswahl) | Ausländerfeindliche Überfälle in Mecklenburg-Vorpommern von Ende August bis Dezember 1992 (Auswahl)                                                                                              |
| --------------------------------------------------------------------------------------------------- | --------------------------------------------------------------------------------------------------- | --- |
| 22.08. bis 26.08.1992                                                                               | Rostock-Lichtenhagen                                                                                | Ausschreitungen gegen die ZAst und das Wohnheim der Vietnamesen |
| 27.08.1992                                                                                          | Wismar                                                                                              | Überfall auf ein Asylbewerberheim mit Molotow-Cocktails |
| 28.08., 29.08., 01.09.1992                                                                          | Greifswald                                                                                          | Die Polizei verhindert Überfälle auf ein Asylbewerberheim |
| 28.08.1992                                                                                          | Rostock-Hinrichshagen                                                                               | Angriff auf das Asylbewerberheim |
| 30.08.1992                                                                                          | Neubrandenburg                                                                                      | Angriff auf ein Asylbewerberheim |
| 30.08.1992                                                                                          | Lübz                                                                                                | Angriff auf ein Asylbewerberheim |
| 05.09.1992                                                                                          | Trassenheide                                                                                        | 40 Jugendliche greifen ein Flüchtlingsheim an |
| 06.09.1992                                                                                          | Brahlstorf                                                                                          | Brandanschlag auf eine Unterkunft polnischer Arbeiter |
| 06.09.1992                                                                                          | Pritzier                                                                                            | 30 Jugendliche greifen ein Flüchtlingsheim mit Feuerwerkskörpern und Molotow-Cocktails an. Die Bewohner waren zuvor evakuiert worden                                                             |
| 08.09.1992                                                                                          | Anklam                                                                                              | Brandanschlag auf ein Asylbewerberheim |
| 08.09.1992                                                                                          | Boizenburg                                                                                          | Brandanschlag auf ein Asylbewerberheim |
| 08.09.1992                                                                                          | Waren (Müritz)                                                                                      | Angriff auf ein Asylbewerberheim |
| 15.09. bis 20.09.1992                                                                               | Wismar                                                                                              | Überfälle auf ein Asylbewerberheim mit Brandsätzen, Eisenstangen und Steinen, die den Beifall der Anwohner finden, insgesamt werden in den fünf Tagen 186 Jugendliche vorübergehend festgenommen |
| 18.09., 19.09.1992                                                                                  | Güstrow                                                                                             | Angriffe auf ein Asylbewerberheim |
| 18.09., 19.09., 25.09.1992                                                                          | Kröpelin                                                                                            | Angriffe von bis zu 40 Jugendlichen auf ein Asylbewerberheim, teilweise mit Molotow-Cocktails |
| 18.09.1992                                                                                          | Ueckermünde                                                                                         | Angriff auf ein Asylbewerberheim |

### Demonstrationen und andere Aktionen

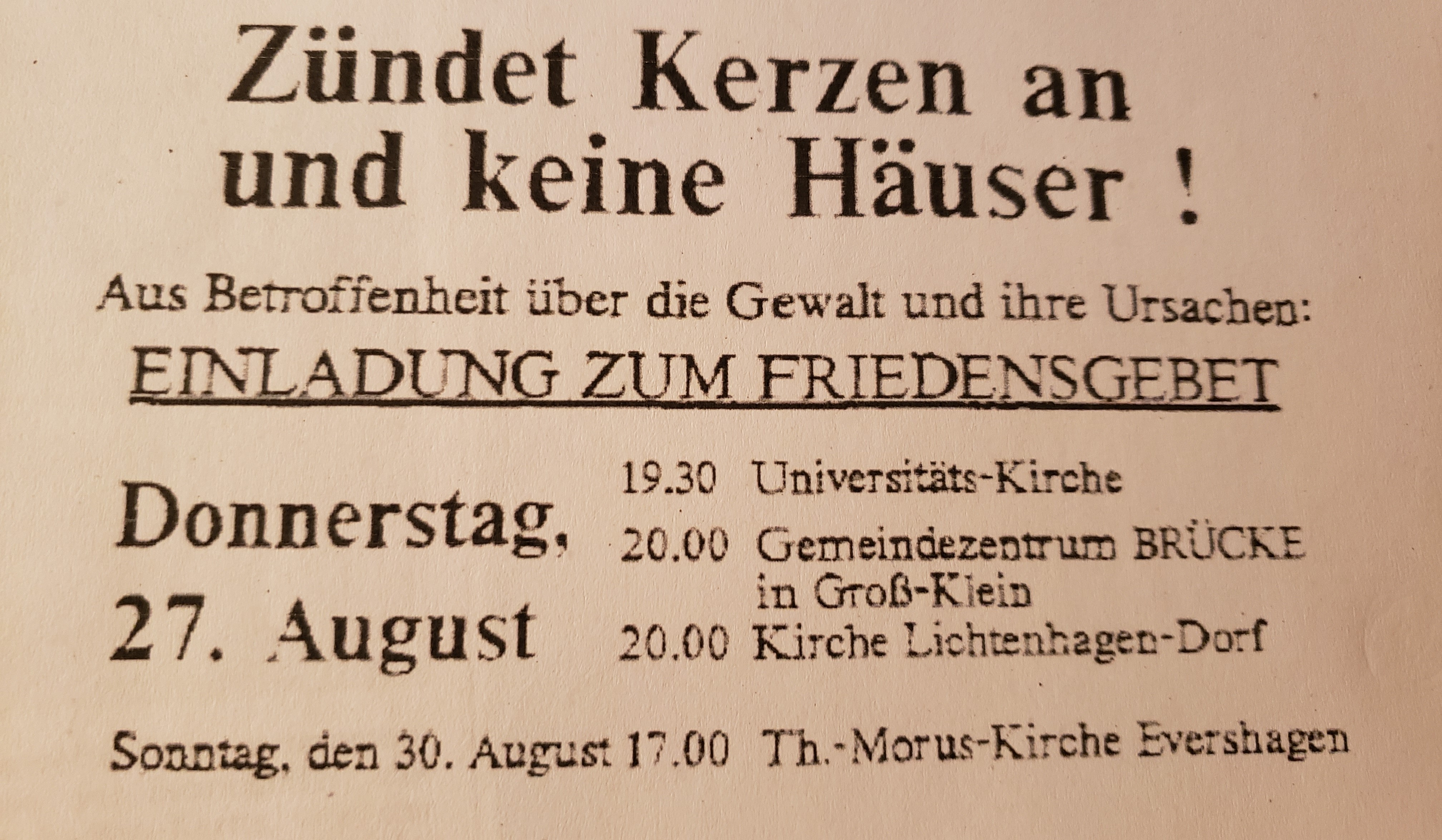
Aufruf zur Teilnahme am Friedensgebet

Eine erste Demonstration „zur Bekundung der positiven Grundeinstellung der Bevölkerung zu hier lebenden und aufgenommenen Ausländern“ wurde am Dienstag, den 25. August 1992, in der Rostocker Innenstadt vom Deutschen Gewerkschaftsbund (DGB) organisiert und hatte 800 Teilnehmer. Zwei Tage später nahmen 3000 Menschen an einem Schweigemarsch unter dem Motto „Zündet Kerzen an und keine Häuser!“ teil. Aufgerufen dazu hatten Vertreter von Kirchen und Bürgerbewegungen. Ergänzt wurde der Schweigemarsch durch drei parallele Friedensgebete der evangelischen Kirche am selben Tag, die durch die katholische Kirche am folgenden Sonntag aufgenommen und unterstützt wurden.
Am Samstag, den 29. August, demonstrierten nach einer bundesweiten Mobilisierung rund 15.000 Menschen unter dem Motto „Stoppt die Pogrome“ friedlich in Rostock. Anders als bei den Ausschreitungen wenige Tage zuvor waren für diese Demonstration kurzfristig 3000 Polizeibeamte verfügbar, alle Zufahrtswege nach Rostock gesperrt, der Bahnverkehr eingestellt, eine große Anzahl von Polizei- und BGS-Hubschraubern kreiste über Rostock und tausende von Demonstranten wurden vor der Stadt eingekesselt.
Die Öffentlichkeit reagierte zunächst mit Fassungs- und Ratlosigkeit auf die Welle fremdenfeindlicher Gewalt des Jahres 1992. Intellektuelle, Künstler und Politiker veröffentlichten am 25. September 1992 in der Frankfurter Rundschau den „Frankfurter Aufruf“, der den Untertitel „Deutschland driftet nach rechts“ trug. In der ganzseitigen Anzeige forderten die etwa 250 Erstunterzeichner dazu auf, nicht zu schweigen, Ausländerfeindlichkeit und Rechtsextremismus entgegenzutreten und die Verfassung nicht auszuhöhlen. Erst nach den Mordanschlägen von Mölln und Solingen im November 1992 bzw. Mai 1993 organisierte sich breiter Protest. Am 6. Dezember 1992 nahmen mehr als 400 000 Menschen an der Münchner Lichterkette teil. In der Folgezeit fanden in zahlreichen deutschen Städten, wie etwa Hamburg, Nürnberg, Essen und Leipzig, Lichterketten statt, an denen sich hunderttausende Menschen beteiligten. In Köln versammelten sich am 9. November 1992 100.000 Menschen zu einem Konzert gegen Rassismus und Neonazis unter dem Motto „Arsch huh, Zäng ussenander“, um „die weitverbreitete Sprachlosigkeit zu der Entwicklung in unserem Land zu beenden“, und am 13. Dezember 1992 standen zahlreiche Musiker in Frankfurt unter dem Motto „Heute die – morgen du!“ vor etwa 150.000 Menschen auf der Bühne. Etwa zeitgleich, zwischen Oktober 1992 und Januar 1993, halbierte sich der Anteil derer, die in Umfragen Verständnis für gewalttätige Ausschreitungen gegen Asylbewerber äußerten, von siebzehn auf acht Prozent in Ostdeutschland und von zwölf auf fünf Prozent in Westdeutschland.
Unter den Vietnamesen führten die Ausschreitungen zu einem engeren Zusammenrücken in der eigenen ethnischen Gruppe. In Rostock gründeten sie im Oktober 1992 den Verein Diên Hông – Gemeinsam unter einem Dach, der neben der Selbsthilfe einen starken Akzent auf vietnamesisch-deutsche Begegnungen legt und sich 1997 für Zugewanderte aller Nationalitäten und Herkunftsländer geöffnet hat. Außerdem bildete sich in Rostock ein überparteiliches Aktionsbündnis „Bunt statt Braun“, das sich zum Ziel gesetzt hat, dass sich die Vorfälle von 1992 nie wiederholen. Überregional entstanden 1992/93 unter anderem Gegen Vergessen – Für Demokratie e. V. oder der Opferfonds Cura.

## Folgen

### Ausquartierung der Vietnamesen und Verlegung der ZAst
Nachdem die Eingeschlossenen sich in der Nacht von Montag auf Dienstag selbst aus dem brennenden Haus befreit hatten, wurden sie mit zwei Bussen aus Lichtenhagen evakuiert. Nach einer mehrstündigen, polizeilich kaum geschützten Irrfahrt und von mehreren Autos verfolgt, wurden die Vietnamesen schließlich ohne Verpflegung in einer Turnhalle im Rostocker Stadtteil Marienehe einquartiert. Nach drei Tagen wurden sie in ein Landschulheim nach Niex verlegt. Weitere zwei Tage später erteilte der stellvertretende Bürgermeister Wolfgang Zöllick (CDU) die Anweisung, ins Sonnenblumenhaus zurückzukehren. Erst nach massivem Protest der Betroffenen und auf Intervention von Wolfgang Richter konnten die Vietnamesen mehrere Wochen in Niex bleiben.
Die ZASt wurde geschlossen und nicht wie geplant nach Rostock-Hinrichshagen, sondern in eine ehemalige Kaserne der Grenztruppen der DDR auf dem Gebiet der Gemeinde Nostorf sechs Kilometer westlich der Stadt Boizenburg/Elbe verlegt. Dort existiert sie noch heute.
Kritiker bezeichneten es als fatales Signal, dass die Ausschreitungen aus Sicht der Täter und der applaudierenden Zuschauer als erfolgreich bezeichnet werden müssen.

### Ausbleibende Entschädigung
Den deutschen Nachbarn wurde ein Monat mietfreies Wohnen als Kompensation für das Pogrom zugestanden. Die Angegriffenen erhielten jedoch keinerlei Kompensationleistungen, weder einen Mieterlass noch Ersatzzahlungen für beschädigte persönliche Gegenstände, Entschädigung für das erlittene Unrecht oder die schlechten Bedingungen nach der Evakuierung. Nicht einmal eine offizielle Entschuldigung gab es. Gung Do Hyuen, einer der Angegriffenen, sagte: „(Die) größte Entschädigung, was sein kann, ist ja erstmal ein Abschiebestopp und die Gewährleistung einer unbefristeten Aufenthaltsgenehmigung.“ Auch diesen Schutz gab es für die Betroffenen nicht, die allermeisten von ihnen wurden abgeschoben.

## Änderungen des Grundrechts auf Asyl und der Ausländerpolitik
| Asylanträge in Deutschland | Asylanträge in Deutschland |
| -------------------------- | -------------------------- |
| 1992                       | 438.191                    |
| 1993                       | 322.599                    |
| 1994                       | 127.210                    |

Noch während der Ausschreitungen von Lichtenhagen positionierte sich die SPD in der Frage einer Asylrechtsänderung mit der Petersberger Wende neu. Ausschreitungen wie die in Rostock zukünftig vermeiden zu wollen, diente als wichtiges Argument für eine Grundgesetzänderung. Am 6. Dezember 1992 beschloss der Deutsche Bundestag mit den Stimmen von CDU, CSU, FDP und SPD den Asylkompromiss. Durch die Änderung des Grundgesetzes (jetzt Art. 16a GG) und des Asylverfahrensgesetzes wurden die Möglichkeiten eingeschränkt, sich auf das Grundrecht auf Asyl zu berufen. Die Asylrechtsreform trat im Juni 1993 in Kraft. Daraufhin sank die Zahl der Asylbewerber in Deutschland kontinuierlich.
Die CDU-geführte Landesregierung in Mecklenburg-Vorpommern beharrte sechs Wochen nach den Vorfällen darauf, den Aufenthalt der Vietnamesen im Land fristgerecht zu beenden. Es gebe keine rechtlichen, politischen oder humanitären Gründe für ein Bleiberecht, zudem finde dies keine Akzeptanz in der Bevölkerung.

### Untersuchungsausschüsse
Sowohl der Schweriner Landtag als auch die Rostocker Bürgerschaft setzten Untersuchungsausschüsse zur Aufarbeitung der Ereignisse ein. Derjenige der Bürgerschaft war von überparteilichem Willen zur Aufklärung geprägt, seine Ergebnisse blieben dennoch unbefriedigend. Dem Schweriner Untersuchungsausschuss wurde bereits der Wille zu schonungsloser Aufklärung abgesprochen. Die CDU lehnte die vom kleineren Koalitionspartner FDP geforderte Einsetzung eines Untersuchungsausschusses zunächst als unbegründet ab. Erst auf äußeren Druck stimmte sie zu, verknüpfte ihn aber mit einer Erweiterung des Untersuchungsauftrags auf Einzelheiten des Zuzugs von Asylbewerbern. Während sich der Ausschuss auf Versäumnisse Deckerts konzentrierte, blieben diejenigen von Kordus und Heinsen weitgehend ausgeklammert, Fragen der politischen Verantwortung wurde kaum nachgegangen. Die Rolle des Innenministeriums wurde lediglich auf einer der 45 Seiten des mit den Stimmen der Regierungsparteien CDU und FDP beschlossenen Abschlussberichts vom 3. November 1993 erwähnt. Aus diesen Gründen stimmte die SPD dem Bericht nicht zu und veröffentlichte wenige Tage später ein eigenes Untersuchungsergebnis. Die LL/PDS hatte bereits im Februar 1993 ihre Arbeit im Ausschuss eingestellt.

### Personelle Konsequenzen
Vielfach beklagt wurden in der Folge der Ausschreitungen Gedankenlosigkeit, fehlendes Verantwortungsbewusstsein und mangelnde Selbstkritik vor allem auf Seiten der verantwortlichen Politiker. Erst nach zähen Auseinandersetzungen kam es zu einigen personellen Konsequenzen in der Politik und in der Polizei.
Der Untersuchungsausschuss der Rostocker Bürgerschaft stellte im Oktober 1993 fest, dass Kilimann „seiner politischen und moralischen Verantwortung nicht gerecht geworden“ sei. Kilimann versuchte, den Bericht zu diskreditieren, trat aber im November 1993 doch zurück. Innenminister Lothar Kupfer (CDU) stritt jede Verantwortung ab. Nach zähen Auseinandersetzungen wurde er am 11. Februar 1993 als Innenminister entlassen.
Rostocks Polizeichef Siegfried Kordus trat eine Woche nach den Ausschreitungen von Lichtenhagen seine neue Position als Leiter des Landeskriminalamtes Mecklenburg-Vorpommern an. Zwei Jahre später wurde er wegen einer Rotlicht-Affäre in den vorzeitigen Ruhestand versetzt. Polizeioberrat Jürgen Deckert, der polizeiliche Einsatzleiter während der Ausschreitungen, wurde an die Fachhochschule für öffentliche Verwaltung nach Güstrow versetzt.

### Juristische Aufarbeitung
Die Angriffe führten zu 370 vorläufigen Festnahmen sowie 408 eingeleiteten Ermittlungsverfahren. Die strafrechtliche Verfolgung erwies sich als sehr schwierig, da es nur wenig qualifizierte, das heißt beweissichernde Festnahmen gab. Insgesamt wird die juristische Aufarbeitung als auffallend langsam und milde bewertet.
Gegen 257 Personen wurden Verfahren vor dem Landgericht Rostock eröffnet, von denen die meisten wieder eingestellt wurden. Nur 40 Jugendliche wurden 1993/94 in kurzen Prozessen ohne große Beweisaufnahme wegen Landfriedensbruchs und Brandstiftung meist zu Geld- und Bewährungsstrafen verurteilt. Elf der Verurteilten erhielten Jugendhaftstrafen zwischen sieben Monaten und drei Jahren, doch nur vier von ihnen mussten für einen Zeitraum zwischen zwei und drei Jahren tatsächlich ins Gefängnis, die sieben übrigen Strafen wurden zur Bewährung ausgesetzt. Zehn Jahre nach den Ausschreitungen wurden in Schwerin die letzten drei Urteile gesprochen. Auch diese Strafen fielen mit 12 bis 18 Monate Jugendhaft auf Bewährung gering aus, obwohl die damals 17, 18 und 19 Jahre alten, wegen Körperverletzung vorbestraften Täter als Erste nicht nur wegen Brandstiftung, sondern wegen versuchten Mordes verurteilt wurden. Die meisten der Straftaten waren zu diesem Zeitpunkt verjährt. Die große Masse der an den Ausschreitungen Beteiligten blieb anonym und unbestraft.
Ein Ermittlungsverfahren gegen Rostocks Polizeichef Siegfried Kordus wurde 1994 eingestellt. Gegen den Einsatzleiter Polizeioberrat Jürgen Deckert lief ein Strafverfahren wegen fahrlässiger Brandstiftung durch Unterlassen, das 2000 ebenfalls eingestellt wurde.

## Ursachen

### Unzureichender Polizeieinsatz
Der Polizeieinsatz während der Ausschreitungen wurde zunächst durch logistische Probleme behindert. Während die Einsatzkräfte in Lichtenhagen völlig unzureichend ausgerüstet waren, blieb moderne Schutzausrüstung in einem Keller in Schwerin und wurde nicht ausgegeben. Neue Kräfte wurden nicht zusammengezogen, auch als sich die Lage zuspitzte. Die Wasserwerfer wurden nach jedem Einsatz wieder nach Schwerin beordert und mussten jeweils von Rostocker Fahrern mit stundenlanger Verspätung zurückgeholt werden.
Weiterhin war die Situation von der weitgehenden Abwesenheit der zuständigen Führungskräfte gekennzeichnet. Denn obwohl die Medien durchgehend von den Ereignissen berichteten, brach von den verantwortlichen Spitzenbeamten nur Jürgen Deckert sein Heimatwochenende ab und kehrte nach Rostock zurück. Deckert, der über keine Erfahrung mit der Leitung von Großeinsätzen verfügte, blieb bis Dienstagabend um 23:00 Uhr insgesamt 66 Stunden ohne Ablösung, ohne Pause und ohne Unterstützung seines Chefs, des Rostocker Polizeidirektors Siegfried Kordus, im Dienst.
Kordus zog sich am Montagabend ganz zurück. Zwischen 19:15 Uhr und 20:10 Uhr meldete er sich mit der Bemerkung vom Dienst ab, er müsse jetzt ruhen und wolle nicht gestört werden. Dafür zog er auch noch den Führungsgehilfen des Einsatzleiters Deckert, Görke, vom Einsatzort ab, damit dieser ihn in der Direktion vertreten könne. Auf dem Weg von der Polizeidirektion in der Rostocker Innenstadt zu seinem Wohnort Warnemünde musste er auf der Schnellstraße keine 100 Meter am Sonnenblumenhaus vorbeifahren, wo zu diesem Zeitpunkt heftige Auseinandersetzungen tobten. Zuhause angekommen legte er sich schlafen, wie der Vorsitzende der SPD-Opposition im Schweriner Landtag, Harald Ringstorff, drei Stunden später bei dem Versuch, ihn zu erreichen, erfuhr.
Eingesetzte Polizisten formulierten nach den Krawallen den Verdacht, benutzt worden zu sein, kritisierten vielleicht gewollte Passivität und den Rückzug vom Heim.
Auf polizeilicher Ebene und im Untersuchungsausschuss des Landtages wurde Polizeioberrat Deckert weitgehend allein für die Eskalation insbesondere nach dem Polizeirückzug verantwortlich gemacht. Dieser behauptete, „bis es am Montag wirklich geknallt hat“, habe er ZAst und Wohnheim nicht unterschieden und daher nicht gewusst, dass sich dort noch 120 Vietnamesen aufhielten. Dagegen sprechen die fortgesetzten Sprechchöre, ein Angriff auf das Wohnheim bereits am Sonntag sowie Warnungen des Rostocker Ausländerbeauftragten und der Leiterin der ZAst am Sonntag und Montagnachmittag. Als skandalös wird allgemein der sehr verspätete Aufbau eines Polizeischutzes für die Feuerwehr beurteilt. Deckert will gegen 21:45 Uhr, sofort nach Eingang des Notrufs bei ihm, die Mecklenburger Hundertschaft „Arkona 150“ damit beauftragt haben. Deren Führer Wenn-Karamnow bestritt das und gab an, um 22:28 Uhr selbst auf einen Befehl für seine Einheit gedrängt zu haben. Sein Kollege Günter Niemann kritisierte Passivität in der Einsatzzentrale, während fünf (teils unvollständig besetzte) Hundertschaften und etwa 100 einzelne Polizisten im Hof auf einen Auftrag warteten.
Dieter Hempel, der Nachfolger Kordus’ als Rostocker Polizeidirektor, unterstellte dagegen seinem Vorgänger und ehemaligen Chef absichtliche eklatante Führungsfehler. Kordus habe „total versagt. Dieses Versagen hatte aber System, sonst konnte es nicht zu einem so chaotischen Ergebnis führen“. Kordus wiederum beschuldigte später das Schweriner Polizeiamt, informiert gewesen zu sein, aber den Einsatz in Lichtenhagen aktiv behindert zu haben, indem es Kräfte bewusst zurückhielt.
Landespolizeichef Hans-Heinrich Heinsen will erst am Abend des 24. August erkannt haben, dass seine Anwesenheit erforderlich war. Erst am Dienstag um 17:30 Uhr übernahm er schließlich die Einsatzleitung. Dabei war Heinsen unter den beteiligten Führungskräften der Polizei der Einzige, der über Erfahrung mit der Leitung von Großeinsätzen verfügte; somit wäre er prädestiniert gewesen, die Führung bereits während der gewalttätigen Auseinandersetzungen zu übernehmen. Eine nach den Ausschreitungen verfasste Lagedarstellung wurde im Nachhinein im Landespolizeiamt in Schwerin in wesentlichen Punkten handschriftlich bearbeitet. So hieß es darin ursprünglich über den Montag: „Mit einer weiteren Eskalation der Lage in den Abendstunden wurde gerechnet“ und „Im Nebeneingang (Nr. 19) wohnende Vietnamesen (ca. 100) wurden durch entstandene Feuer bedroht.“

### Die Rolle der Politik
Der Politik werden drei Vorwürfe gemacht. Zum einen sei die populistische Asylkampagne in den Monaten und Jahren vor dem August 1992 maßgeblich für die aufgeheizte Stimmung verantwortlich gewesen. Diese habe die pogromartigen Ausschreitungen gegen Ausländer erst möglich gemacht. Der entsprechende Vorwurf lautete auf „verbale Brandstiftung“. In einer Studie zur Akzeptanz von Asylbewerbern in Rostock hieß es 1992, dass die Art der öffentlichen Debatte um die Asylpolitik eine wachsende Fremdenfeindlichkeit gefördert habe.
Zweitens zeigten die zuständigen Politiker die gleiche Tendenz wie die führenden Polizeibeamten, keine Verantwortung übernehmen zu wollen. Am Montagabend zur gleichen Zeit wie Siegfried Kordus fuhr auch Innenminister Lothar Kupfer nach Hause und gab später wie dieser an, er habe die Kleidung bzw. das Hemd wechseln müssen. Am gleichen Abend fuhr Oberbürgermeister Klaus Kilimann wieder in den Urlaub. Später begründete er dies mit der Aussage: „Ich habe die Sache einfach im Kopf abgetan.“ Klaus Baltzer, Staatssekretär im Innenministerium, kehrte aus seinem Familienwochenende erst nach Schwerin zurück, als der Ministerpräsident ihn zurückbeorderte. Am Montagvormittag informierte er sich in Rostock, gab aber um 14 Uhr nur den Druck aus Hamburg an Landespolizeidirektor Heinsen weiter, zwei entsandte Hundertschaften schnellstmöglich abzulösen.
Der dritte Vorwurf ging noch weiter. Aus der Kombination der politischen Zielrichtung, das Asylrecht zu verschärfen, und den Unterlassungen der Polizei und der Politik während der Ausschreitungen zog der Journalist Jochen Schmidt in seinem Buch „Politische Brandstiftung“ zehn Jahre nach den Ereignissen in Rostock den Schluss, dass die polizeitaktisch sinnlosen Aktionen einem politischen Ziel folgten. Die Ausschreitungen könnten von der Politik als kontrollierte Eskalation des Volkszornes mit dem Ziel geplant worden sein, die SPD zum Einlenken in der Asylfrage zu zwingen. Der Landesregierung sei die Aufgabe zugekommen, dieses Interesse der ebenfalls CDU-geführten Bundesregierung in die Tat umzusetzen. Schmidts Vermutungen gehen so weit, dass seiner Meinung nach viel dafür spricht, dass die Verhandlungsrunde vom 24. August um Seiters und Kupfer ganz bewusst das Leben von über 100 Menschen aufs Spiel setzte, um ein politisches Ziel durchzusetzen. Schmidts These überzeugte viele Rezensenten. So schrieb Liane von Billerbeck in der Zeit: „Man mag Jochen Schmidts These skeptisch gegenübergestanden haben, sich ihr zu entziehen fällt nach Lektüre seines Buches schwer.“ 2012 kritisierte Rainer Fabian, ein Mitinitiator der Initiative „Lichtenhagen bewegt sich“, die immer noch fehlende Aufklärung damaliger Verantwortlichkeiten. „Die Schuldigen waren Stadtvertreter, waren Landesvertreter und wahrscheinlich auch der Bund.“ Dabei verwies Fabian auf fehlendes Eingreifen und die Anwesenheit von Bundesinnenminister Seiters. Es sei versucht worden, „ein Exempel zu statuieren, wenn es um Ausländerpolitik ging“.
Der von Schmidt erhärtete Verdacht war schon 1992 vielfach geäußert worden. So machte sich der NDR-Korrespondent Peter Gatter in einer Sondersendung der Tagesthemen in der Brandnacht Gedanken, wie es zu der Situation kommen konnte: „Es gibt nur zwei rationale Erklärungen: Entweder bodenlose Dummheit oder der absichtliche Versuch, die Sache zum Kochen zu bringen.“ Die israelische Tageszeitung Haaretz kommentierte die Welle der Gewalt nach dem Mordanschlag von Mölln im November 1992: „Es wird der deutschen Regierung und Helmut Kohl schwerfallen[,] sich von dem Verdacht reinzuwaschen, daß sie die Gewaltwelle gegen Ausländer aus einem ganz bestimmten Grund nicht stoppten: In der Hoffnung, die sich sträubende sozialdemokratische Opposition im Bundestag für die Abschaffung des Artikels 16 zu mobilisieren.“ Der britische Independent on Sunday hatte ganz ähnlich gefolgert: „Die Nazi-Gangs in Deutschland sind das Produkt einer rassistisch geprägten Krise, nicht die Ursache. Sie sind das Ergebnis einer systematischen Kampagne der Regierung, die Ausländer als Problemgruppe darstellt.“ Und die Süddeutsche Zeitung fragte am 28. August 1992: „Könnte es sein, daß Kupfer nicht aus Unfähigkeit, sondern absichtlich die Gefahr von Ausschreitungen riskiert habe, um ein unübersehbares politisches Signal zu setzen?“
Selbst Beteiligte wie der damalige Rostocker Innensenator Peter Magdanz, der Einsatzleiter Jürgen Deckert und der Rostocker Polizeidirektor Siegfried Kordus gaben an, den Verdacht zu hegen, dass die Eskalation in Lichtenhagen von politischer Seite bewusst inszeniert wurde. Als am Montag, dem 24. August, angeforderte, dringend benötigte zusätzliche Einsatzkräfte nicht zur Verfügung gestellt wurden, erklärte Einsatzleiter Jürgen Deckert seinem Hamburger Kollegen Klaus Springborn sinngemäß, er habe den Eindruck, er werde politisch allein gelassen. Während in Rostock Politiker bis hin zum Bundesinnenminister verhandelten, habe er weder Richtlinien oder Vorgaben noch Unterstützung erhalten. „Die verarschen mich“, habe Deckert gedacht.

### Die Rolle der Medien
Der Vorwurf, mit der Art ihrer Berichterstattung das Klima aufgeheizt, geradezu eine Massenhysterie ausgelöst und somit der Gewaltwelle gegen Ausländer den Boden bereitet zu haben, traf die Medien ebenso wie die Politik. Vor allem die Boulevardzeitungen und hier in erster Linie die Bild standen im Mittelpunkt der Kritik. Die Perspektive der Ausländer wurde selten erfragt und eingenommen, sondern ungewollt etwa durch Zusammenstellung von Einzelmeinungen von Anwohnern oder Abdruck vorurteilsbehafteter Berichte der „Nährboden für eine Stimmung gelegt, die letztlich Gewaltbereitschaft förderte“. Mangelnde Reflexion des gesellschaftlichen Kontextes der Lebenssituation der Flüchtlinge führte dazu, dass statt Empathie für ihre Notlage die Folgen des Wohnraummangels einer „Roma-Kultur“ zugeschrieben wurden, die stereotyp von „mitteleuropäischen“ Sauberkeitsvorstellungen abgegrenzt wurde.
Zudem wurde kritisiert, dass die Massenmedien den Tätern die Möglichkeit der Mobilisierung, der Selbstdarstellung und der Koordinierung gegeben hatten. Dies geschah in Liveübertragungen von über 20 in- und ausländischen Kamerateams vor Ort, aber auch schon im Vorfeld der Ausschreitungen. Bereits der kommentarlose Abdruck der Androhung von Gewalt, verbunden mit einem Ultimatum und genauen Angaben von Ort und Zeitpunkt der angekündigten Aktionen, in den Norddeutschen Neuesten Nachrichten am 19. August 1992 und das Interview in der Ostsee-Zeitung zwei Tage später hatten einen mobilisierenden Effekt. Die andauernde Medienpräsenz erzeugte eine Erwartungshaltung, einen Anreiz für potenzielle Gewalttäter, und hatte belohnenden Charakter. Dadurch wurde das Gefühl bestärkt, als Vertreter allgemeiner Interessen zu handeln; der Masse wurde das Gefühl der kollektiven Bedeutsamkeit vermittelt.
Der Journalist Jochen Schmidt kritisierte, Fernsehsender hätten so den Verlauf der Ereignisse mit beeinflusst. Die Inszenierung einer Nachricht – etwa durch testweises Ausleuchten des Platzes, ohne dass Neues passiert war – sei mit Grundprinzipien der Medienethik und dem journalistischen Handwerk unvereinbar. Schmidt berichtet auch davon, dass ihm ein Jugendlicher angeboten habe, für 50 Mark mit Hitlergruß zu posieren. Die BBC, so der Junge, habe gezahlt.
Auch das im Sonnenblumenhaus mit eingeschlossene ZDF-Team, bestehend neben Jochen Schmidt aus Thomas Euting, Dietmar Schumann, Jürgen Podzkiewitz und Thomas Höper, wurde kritisiert. So unterstellte Freerk Huisken den Journalisten, sie hätten nur aufzeichnen wollen, wie die Vietnamesen „von Skins abgefackelt werden“. Zufällig eingeschlossen wäre ihnen eine eindrucksvolle Reality-Show gelungen, ein „‚Live-Krimi‘ sozusagen mit unscharfen und verwackelten Bildern aus dem brennenden Haus, die Authentizität ‚rüberbringen‘“. Der Rostocker Staatsschutz ermittelte zeitweise gegen die Redaktion von Kennzeichen D und untersuchte, ob die Vietnamesen Gage für ihr Auftreten erhalten hätten. Überwiegend wurde die Kennzeichen-D-Reportage jedoch gewürdigt und – gemeinsam mit dem Rostocker Ausländerbeauftragten Wolfgang Richter – mit dem Journalistenpreis der IG Medien sowie mit der Carl-von-Ossietzky-Medaille der Internationalen Liga für Menschenrechte ausgezeichnet.

### Fremdenfeindlichkeit, Rechtsextremismus und Gewaltbereitschaft
Eine Studie kam im Februar 1992 zu dem Ergebnis, dass in erheblichen, sozialstrukturell nicht eingegrenzten Teilen der Rostocker Bevölkerung eine geringe Akzeptanz gegenüber Asylbewerbern herrschte. Insbesondere die Roma-Flüchtlinge wurden bei Bevölkerung, Medien und Politikern als „schmutzig“, „kriminell“, „asozial“ und als das Sozialsystem ausbeutend dargestellt. Antiziganistische Vorurteile und Stereotype entfachten somit das Pogrom. In dessen Verlauf trat diese Dimension hinter einen generellen Rassismus zurück, auf Grund dessen schließlich zu DDR-Zeiten angepasst lebende und weitgehend akzeptierte vietnamesische Vertragsarbeiter angegriffen wurden.
Polizeichef Siegfried Kordus verfasste im März 1992 in einer Broschüre des Bundesinnenministeriums einen Artikel über zunehmende Ausländerfeindlichkeit in Rostock, in dem er darauf hinwies, dass sich diese auch gegen die in Rostock verbliebenen Vietnamesen richtete. Der Alltagsrassismus, dem die Vietnamesen ausgesetzt waren, zeigte sich unter anderem in der in Ostdeutschland gängigen Bezeichnung „Fidschis“ für alle Ostasiaten.
Die Debatte um die Ursachen des Gewaltausbruchs konzentrierte sich von Anfang an sehr stark auf die Frage, ob die fremdenfeindlichen und rechtsradikalen Gewalttaten Anfang der 1990er Jahre vor allem ein ostdeutsches Problem waren. Brandenburgs Innenminister Alwin Ziel urteilte 1992: „Rostock wäre in jedem der neuen Bundesländer möglich.“ Oft wird darauf hingewiesen, dass es auch in Westdeutschland zu Beginn der 1990er Jahre eine erhebliche Anzahl rechtsradikal motivierter Anschläge auf Wohngebäude von Ausländern gab. Besonders werden in diesem Zusammenhang die Mordanschläge von Mölln und Solingen genannt. Allerdings besteht ein großer Unterschied darin, dass bei diesen Anschlägen ein kleiner Täterkreis heimlich vorging, während das Charakteristische der mehrtägigen Ausschreitungen von Lichtenhagen die öffentliche Ermutigung einer großen Tätergruppe durch eine Masse meist erwachsener Zuschauer vor laufenden Fernsehkameras war. Das gleiche Muster war in Hoyerswerda, in Wismar und andernorts zu beobachten.
In Teilen der Bevölkerung wurden die Gewalttaten unterstützt oder zumindest geduldet. Unmittelbar nach den Ausschreitungen von Lichtenhagen, im September 1992, erklärten 17 Prozent der Ostdeutschen und 12 Prozent der Westdeutschen Verständnis gegenüber Gewalt gegen Asylbewerber. Eine sozialpsychologische Studie, die Anfang 1993 die Wertorientierungen ostdeutscher Jugendlicher untersuchte, kam zu dem Ergebnis, dass sich diese in vielen Punkten nicht wesentlich von ihren westdeutschen Altersgenossen unterschieden; die Bereitschaft zu Gewalt war allerdings mit 33 Prozent im Osten höher als im Westen mit 21 Prozent.
Es gibt die These, dass die Ausschreitungen von Rostock-Lichtenhagen von westdeutschen Rechtsradikalen geplant und organisiert worden seien. Der Verfassungsschutz Mecklenburg-Vorpommern konnte diese Vermutung nicht bestätigen. Es ist aber bekannt, dass im Verlauf der Ereignisse von Lichtenhagen etliche westdeutsche Rechtsextremisten, darunter auch einige ihrer führenden Köpfe, nach Rostock reisten. Auch gibt es Hinweise darauf, dass diese die Ausschreitungen zumindest am dritten Tag vor Ort beeinflussten. So gibt es Aussagen, dass am Montag ein harter Kern innerhalb der Angreifer per Funk untereinander kommunizierte; Anweisungen seien aus einem Auto gekommen, in dem der Hamburger Neonazi Christian Worch identifiziert worden sei. Von den etwa 370 festgenommenen Personen stammten 217 aus Mecklenburg-Vorpommern, davon 147 aus Rostock, und 37 aus anderen neuen Bundesländern, 116 der Festgenommenen aus den alten Ländern. Berlin, von wo 41 Festgenommene stammten, wurde dabei den alten Ländern zugerechnet.
Bekannt ist, dass es in den 1980er Jahren in der DDR eine rechtsextreme Jugendsubkultur gab, die ab 1989/90 gezielt von westdeutschen Neonazis und rechtsextremen Parteien in eine Gesamtstrategie eingebunden wurde. So wurden 1989 im Bezirk Rostock neun „Jungerwachsene“ verhaftet, die ihre Gruppe „SS-Division Walter Krüger“ nannten, sich mit entsprechenden „Dienstgraden“ schmückten, Uniformen, Waffen und anderes Beiwerk aus der NS-Zeit sammelten und „zur Traditionspflege“ am 20. April ehemalige KZs besuchten.
Nach Einschätzung des Landesamtes für Verfassungsschutz gab es 1992 in Mecklenburg-Vorpommern 600 Skinheads. In absoluten Zahlen lag Mecklenburg-Vorpommern damit zusammen mit Sachsen und Sachsen-Anhalt bundesweit an der Spitze, relativ zur Bevölkerungszahl nahm das Bundesland sogar die alleinige Spitzenstellung ein. In Westdeutschland war die Zahl der Skinheads dagegen deutlich geringer. So gab es im benachbarten Schleswig-Holstein, das rund eine Million Einwohner mehr hatte als Mecklenburg-Vorpommern, etwa 100 Skinheads, und in Nordrhein-Westfalen, das fast zehnmal so viele Einwohner zählte, 300. Ein ähnliches Bild ergibt sich bei der Anzahl rechtsextremistisch motivierter Gewalttaten. So waren 1992 in Mecklenburg-Vorpommern 9,31 Vorfälle pro 100.000 Einwohner zu verzeichnen, während es im benachbarten Schleswig-Holstein 4,15 waren und in Bremen nur 0,29. Damit lag Mecklenburg-Vorpommern auch in dieser Statistik an der Spitze. Der Verfassungsschutzbericht 1990 warnte, „daß neonationalsozialistische Skins in Ostdeutschland ihre Gesinnungsgenossen in Westdeutschland nicht nur in Anzahl, sondern auch in Politisierung und Brutalität deutlich übertreffen“. Allerdings galt die Skinhead-Szene in Mecklenburg-Vorpommern 1992 noch als wenig stabil, schwach organisiert und nur in geringem Maße vernetzt. Auch die Zahl der Mitglieder in rechtsextremistischen Parteien war zu dieser Zeit relativ gering. Der Landesverband der Republikaner hatte etwa 350, die DVU rund 200 und die NPD lediglich 80 Parteimitglieder.

### Soziale und psychologische Ursachen
Die Frage wird diskutiert, ob sich Fremdenfeindlichkeit auch auf soziale und mentale Besonderheiten der ehemaligen DDR-Bürger sowie auf Probleme in der Umbruchzeit nach 1989 zurückführen lässt. In Rostock waren 1992 40.000 Menschen arbeitslos, die Hälfte davon bereits seit über einem Jahr. Über ein Viertel der Arbeitslosen gaben bei einer Befragung an, ernsthafte Familienprobleme zu haben, viele waren überschuldet. Angst um den Arbeitsplatz, Wohnungsnot, daraus resultierende Unzufriedenheit, Aggressionen und die Suche nach Sündenböcken werden als wichtige Gründe für Ausländerfeindlichkeit genannt. Bundespräsident Joachim Gauck, der in den 1970er und 1980er Jahren Pastor in dem benachbarten Plattenbauviertel Evershagen war, nannte in seiner Gedenkrede 2012 als Gründe für die Ausländerfeindlichkeit das fehlende Zusammenleben mit Fremden sowie eine strukturelle Rücksichtslosigkeit in der DDR; alles, was anders und nicht linientreu war, sei verdächtigt, denunziert, bekämpft oder ausgegrenzt worden. Der Kulturjournalist Peter von Becker interpretierte dies als das Erbe von fast 60 Jahren „Diktatur, Krieg, Nachkrieg und wieder Diktatur“. Man habe „statt Weltoffenheit nach dem Nationalsozialismus einen nationalen bis nationalistischen Sozialismus“ erleben müssen.
Wiederholt wurden die Ausschreitungen von Lichtenhagen als konformistische Revolte gedeutet. Als theoretischer Erklärungsansatz spielt dabei das Konzept des autoritären Charakters eine wesentliche Rolle. Dieser habe ein ambivalentes Bedürfnis sowohl nach Unterwerfung unter Autorität als auch nach Auflehnung gegen die Herrschenden bzw. abstrakte Zwänge. Daher können sich aufgestaute negative Gefühle nur entladen, wenn sich autoritäre Persönlichkeiten der Zustimmung der Eliten sicher sind. Die teilweise Duldung der gegen Minderheiten gerichteten „Stimmung vor dem Pogrom und vielleicht auch [des] Pogrom selbst“ war danach Bedingung für den Gewaltausbruch, ebenso wie geringe Anzahl und zunächst Passivität der Polizei. Ziel war die Wiederherstellung einer wahrgenommenen Ordnungslosigkeit durch einen starken Staat.

## Rezeption

### Wissenschaftliche Aufarbeitung
Obwohl die Ausschreitungen von Lichtenhagen regelmäßig Gegenstand breiter Debatten sind, blieben diese weitgehend auf politische Diskurse und journalistische Arbeiten beschränkt. Erst zum 20. Jahrestag 2012 erschienen einige wissenschaftliche Artikel, deren Zahl jedoch immer noch überschaubar blieb.

### Gedenken
Die Ausschreitungen scheinen nur als „zeitlich begrenztes Sonderthema zulässig [zu sein]“. So stellen die medialen dominanten Narrative das Pogrom als abgeschlossen dar. Fragen nach „Langzeitfolgen und der politischen Verbindung mit der Gegenwart“ scheinen nicht von Interesse zu sein. Kien Nghi Ha fordert die Bearbeitung von Rassismus als systemimmanente Aufgabe und in Form einer bewussten und kontinuierlichen Auseinandersetzung anstatt der „kurzfristig[en], ereignisabhängig[en] und nachholend[en]“ Thematisierung, wie es mit dem Pogrom in Rostock-Lichtenhagen geschieht. In der medialen Aufarbeitung wird die Marginalisierung der Opfer des Pogroms reproduziert und „rassistische Gewalt und diskriminatorische Effekte […] werden auch in der Gedenkpolitik weitergeführt“. Es fällt die Abwesenheit der Perspektive der Opfer der rassistischen Gewalttaten auf, was deutlich macht, dass die Möglichkeiten zur „kulturellen Repräsentation und politischen Artikulation durch gesellschaftliche Machtverhältnisse und rassifizierte Zugänge zu Ressourcen reguliert und beschränkt“ werden. Widersprüchlich zu Has Forderung fand zwischen 1992 und 2012 kein breites öffentliches Gedenken statt. Auch in den meisten Medien wurde das Pogrom bis 2012 nicht mehr aufgegriffen. Eine Ausnahme bilden antirassistische und antifaschistische Medien wie z. B. das Antifaschistische Infoblatt (AIB). Dort wurde die eigene Reaktion reflektiert und festgestellt, dass ein entschiedeneres Eingreifen antifaschistischer Gruppen gleich zu Beginn das Pogrom möglicherweise hätte eindämmen, wenn nicht sogar verhindern können.
Zum 20. Jahrestag im August 2012 waren Rostock und Lichtenhagen Schauplätze vielfältiger Gedenkaktionen unter dem Motto „Lichtenhagen bewegt sich“. Die Medien berichteten einseitig über die Veranstaltungen und produzierten zahlreiche Berichte. Der medialen Aufarbeitung mangelte es an den Perspektiven von People of Color, sodass von einer multiperspektivischen Aufarbeitung der damaligen Geschehnisse nicht die Rede sein kann. Des Weiteren wird z. B. durch die Beschreibung des Pogroms als „Krawalle“, „Übergriffe“ oder „Ausschreitungen“ nur die Gewalt, nicht jedoch deren rassistische Ausrichtung benannt und damit das Pogrom relativiert.
Bei einer Gedenkdemonstration zogen rund 5000 Menschen von der Rostocker Innenstadt zum Sonnenblumenhaus, wo sie für Toleranz und Mitmenschlichkeit demonstrierten und Änderungen der Asylgesetze forderten. Auf dem Neuen Markt kamen bis zu 3000 Demonstranten zu einer Kundgebung zusammen.
Die wenigen in Deutschland verbliebenen vietnamesischen Opfer des Pogroms wurden erst sehr kurzfristig und nur auf Anregung der vietnamesischen Community von den Veranstaltenden eingeladen. Auf der Gedenkveranstaltung durften sie „leider nicht öffentlich das Wort ergreifen […], sondern [dienten] eher als schmückendes Beiwerk der öffentlichen Inszenierung“. Angehörige der Roma-Community, die stellvertretend für die tagelang angefeindeten und später abgeschobenen Roma-Flüchtlinge hätten eingeladen werden können, wurden nicht bedacht. Kien Nghi Ha kritisiert dieses Vorgehen: „Solche Ausgrenzungen führen zu einer homogenisierten Form des Gedenkens.“
Am Rathaus wurde eine Gedenktafel angebracht. Sie erinnert sowohl an die „rassistischen Gewalttaten“ vom August 1992 als auch an den „nationalsozialistischen Völkermord“ an Juden sowie Sinti und Roma, „um zu verhindern, daß sich Gewalt und Menschenverachtung jemals wiederholen“. Eine gleichartige Tafel hatte eine Gruppe von Juden und Roma um Beate Klarsfeld bereits im Oktober 1992 angebracht, sie wurden dabei aber festgenommen, die Tafel entfernt. Bereits im Dezember 2012 wurde die Gedenktafel am Rathaus von Unbekannten, vermutlich von Neonazis entfernt.
Bemängelt wurde, dass zur zentralen Gedenkveranstaltung neben dem Hauptredner, Bundespräsident Joachim Gauck, und dem Ministerpräsidenten von Mecklenburg-Vorpommern, Erwin Sellering, außer Claudia Roth keine Spitzenpolitiker der Bundespolitik nach Rostock gekommen waren. Die Presse würdigte Gaucks Rede vielfach als couragiert und respektabel. Ausgeblendet wurde jedoch, dass Gauck „stereotyp über ‚Fremdenfeindlichkeit‘ redet und nur ein einziges Mal wagt den Begriff ‚Rassismus‘ anzusprechen. Seine Beschwörung der naturwüchsigen ‚Angst vor dem Fremden‘ geht mit einer Normalisierung der ‚Fremdenfeindlichkeit‘ einher“.
Zudem empfanden viele die Wahl einer „deutschen Eiche“, die vor dem Sonnenblumenhaus als „Friedenseiche“ gepflanzt wurde, als unglücklich. Wenige Tage später wurde der Baum von Unbekannten abgesägt. Die dem linksextremen politischen Spektrum zuzuordnenden Täter bekannten sich dazu auf dem Internet-Portal Indymedia mit der Begründung, die Eiche sei „ein Symbol für Deutschtümelei und Militarismus“.
Am 27. August 2022 erinnerten 30 Jahre nach den Ereignissen Tausende Demonstranten an die Ausschreitungen in Lichtenhagen und protestierten gegen Rassismus. Nach Polizeiangaben nahmen etwa 3600 Menschen an der Demonstration teil; die Organisatoren sprachen von bis zu 5000 Menschen. In Reden wurde bemängelt, dass die Ausschreitungen immer noch nicht ausreichend aufgearbeitet worden seien. Unter anderem sei die Perspektive von Sinti und Roma nicht beachtet worden, die auch von den Ausschreitungen betroffen gewesen seien.

### Künstlerische Rezeption
Konstantin Wecker thematisierte die Ausschreitungen von Lichtenhagen in dem Lied Die Ballade von Amadeu Antonio Kiowa. Besonders Bands mit einem Bezug zur Punk-Szene griffen die rechtsextremen Gewalttaten Anfang der 1990er Jahre auf. Bekannte Beispiele für die musikalische Rezeption der Lichtenhagener Ereignisse aus diesem Umfeld sind die Lieder Schrei nach Liebe von den Ärzten, Sascha … ein aufrechter Deutscher von den Toten Hosen, Macht die Augen auf der Rostocker Band Dritte Wahl, Nur Idioten brauchen Führer von …But Alive, Schweineherbst von Slime, Ich bin nicht Deutschland von S.I.K., 24. August 1992 von ZSK, Fatherland von den Krupps und das Video zum Hip-Hop-Titel Fremd im eigenen Land der Gruppe Advanced Chemistry.
Mit besonderer Aufmerksamkeit wurde registriert, dass sich die Band Böhse Onkelz, die in den 1980er-Jahren Kultstatus in der Oi!- und Skinheadszene hatte, 1993 mit dem Lied Deutschland im Herbst gegen die rechtsextreme Szene und deren rassistische Übergriffe positionierte. Das Bandmitglied Stephan Weidner äußerte sich dazu: „Die Vorfälle im letzten Jahr, Rostock, Mölln und so weiter, sind an uns nicht spurlos vorbeigegangen. ‚Deutschland im Herbst‘ ist unsere Reaktion auf diese Ausschreitungen, und die Wortwahl zeigt deutlich, was wir davon halten: ‚Braune Scheiße‘, das sind diese Chaoten für mich, nicht mehr und nicht weniger.“
Manche rechtsradikale Musiker wie die britische Rechtsrock-Gruppe No Remorse 1996 glorifizierten die Kooperation des „wütenden Bürgermobs“ mit den „Neonazis“.
2011/12 wurden die Ausschreitungen von Lichtenhagen in dem Theaterstück Bis zum Anschlag von der Freien Theater Jugend unter der Leitung von Christof Lange verarbeitet.
Im April 2013 begannen Dreharbeiten für einen Kinofilm über die Ereignisse mit dem Arbeitstitel Wir sind jung. Wir sind stark. Gedreht wurde unter der Regie von Burhan Qurbani in einem leerstehenden Plattenbau und weiteren Orten in Halle. Zu den Darstellern gehören der in Rostock aufgewachsene Devid Striesow, Jonas Nay, Saskia Rosendahl und Joel Basman. Der Film kam am 22. Januar 2015 ins deutsche Kino. Er wurde im ZDF und auf arte gezeigt.
2014 entwickelte der Theaterregisseur Dan Thy Nguyen zusammen mit Iraklis Panagiotopoulos das Theaterstück Sonnenblumenhaus, das die Ereignisse aus der Perspektive der Überfallenen zeigt, denen es gelang sich zu wehren, ohne töten zu müssen. Damit wurde erstmals die Opferperspektive erinnerungskulturell behandelt.
In der im September 2014 erschienenen Singleauskopplung Mein Rostock thematisierte der Rapper Marteria das bis heute anhaltende schlechte Image der Stadt aufgrund der damaligen Ereignisse: Deine Feinde kennen dich genau/Doch sehen in dir nur dein brennendes Haus/Lachen dich aus und sagen du bist schlecht.
2020 nahmen Dritte Wahl das Gedenken an die Ausschreitungen in Lichtenhagen mit dem Titel Brennt alles nieder erneut auf; das Video enthält zahlreiche Originalaufnahmen und schließt mit dem Appell Gegen Rassismus und Fremdenfeindlichkeit / für Toleranz und Frieden in der Welt.

### Lichtenhagen als Thema in der rechtsextremen Szene
1998 veranstaltete die NPD ihre Abschlusskundgebung für die Bundes- und Landtagswahl auf einem Parkplatz vor dem Sonnenblumenhaus in Lichtenhagen. Zwanzig Jahre nach den Ausschreitungen beklagte die Partei einen Zuschuss der Hansestadt Rostock an den Verein Bunt statt Braun, den sie als Teil einer „Rostocker Ausländer- und Überfremdungslobby“ bezeichnet, in Höhe von 50.000 Euro als Verschwendung für einen „Lichtenhagen-Schuldkult“.
In der Nacht zum 20. Juli 2002, nur einige Wochen bevor sich die Anschläge zum zehnten Mal jährten, kam es abermals zu Brandanschlägen auf das Sonnenblumenhaus. Nachdem Anwohner die Polizei alarmiert hatten, weil Fensterscheiben eingeworfen worden waren, kam es, eine Stunde nachdem die Polizei den Tatort wieder verlassen hatte, zu einem weiteren Anschlag mit Brandsätzen auf ein Büro der Arbeiterwohlfahrt und auf einen Asia-Laden in der Nähe des Hauses.
Die im August 2012 angebrachte Gedenktafel am Rostocker Rathaus wurde in der Nacht zum 5. Dezember 2012 von Unbekannten abmontiert, stattdessen wurde ein Plakat mit der Losung „Für immer Deutschland“ angeklebt.

## Film-, Fernseh- und Radiodokumentationen
- Berichte aus der Tagesschau um 20 Uhr jeweils am 23., 24., 25. und 26. August 1992 und ein Bericht im Jahresrückblick der ARD 1992.
- Das Pogrom in Rostock-Lichtenhagen. Kennzeichen-D-Reportage vom 25. August 1992. 36 Minuten. Filmteam Thomas Euting, Dietmar Schumann, Jürgen Podzkiewitz, Jochen Schmidt und Thomas Höper. 1992 mit dem Journalistenpreis der IG Medien, mit der Carl-von-Ossietzky-Medaille der Internationalen Liga für Menschenrechte und mit dem Telestar ausgezeichnet.
- Wer Gewalt sät – Von Brandstiftern und Biedermännern, Dokumentarfilm von Gert Monheim, gesendet am 29. Januar 1993 in der ARD, 44 Minuten
- The truth lies in rostock, Dokumentarfilm von Mark Saunders und Siobhan Cleary, von einer Rostocker Initiative (JAKO videocoop) und Spectacle (London) für Channel4 produziert, D 1993, 82 Minuten (youtube)
- Die Feuerfalle von Rostock – der Brandstifter, der Jubel und ein verstörtes Land, Dokumentarfilm von Kamil Taylan für die ARD, D 2002, 45 Minuten. 2002 ausgezeichnet mit dem Civis – Europas Medienpreis für Integration und dem Prix Europa.
- Schweineherbst. 15 Jahre Rostock-Lichtenhagen, Radiofeature von Thilo Schmidt auf NDR Info – Das Forum, 20. August 2006, 29 Minuten (thiloschmidt.de; MP3; 21,5 MB)
- Rostock-Lichtenhagen, unkommentierte Originalbilder und -töne von den Ausschreitungen, Spiegel TV, 60 Minuten, 2007
- Als Rostock-Lichtenhagen brannte, Dokumentarfilm von Florian Huber, NDR 2012, 45 Minuten (ndr.de (Memento vom 17. August 2012 im Internet Archive))
- Vier Tage im August. Die Schande von Rostock, Dokumentarfilm von Sylvia Bleßmann und Thomas Hass, ZDF, 30 Minuten, gesendet am 22. August 2012
- Lichtenhagen – Medien hetzten mit, Bericht des Medienmagazins Zapp über die Rolle der Medien, 5 Minuten, gesendet im August 2012 (online abrufbar auf ndr.de (Memento vom 24. August 2012 im Internet Archive)) und Interview mit dem Journalisten Michael Schmidt, 30 Minuten, gesendet am 22. August 2012 (ndr.de (Memento vom 25. August 2012 im Internet Archive))
- Wir sind jung. Wir sind stark., Spielfilm von Burhan Qurbani, der die Geschehnisse vom 24. August 1992 anhand fiktionaler Charaktere nachvollzieht.
- Der Anschlag in Rostock-Lichtenhagen, Dokumentarfilm von Inga Mathwig und Hans Jakob Rausch, Teil der NDR Doku-Reihe Die Narbe, 45 Minuten, Erstausstrahlung am 13. April 2022 (online abrufbar auf ndr.de (Memento vom 27. April 2022 im Internet Archive))